# 満洲国
- 満洲国
- 滿洲國
- 満州国

満洲国
"滿洲國"
ᠮᠠᠨᠵᡠ
ᡤᡠᡵᡠᠨ

国の標語: 五族協和の王道楽土国歌: 
"滿洲國國歌"
(1933年-1942年)

新国歌版
（1942年-1945年）

1. 
2. 
3. 
4. 

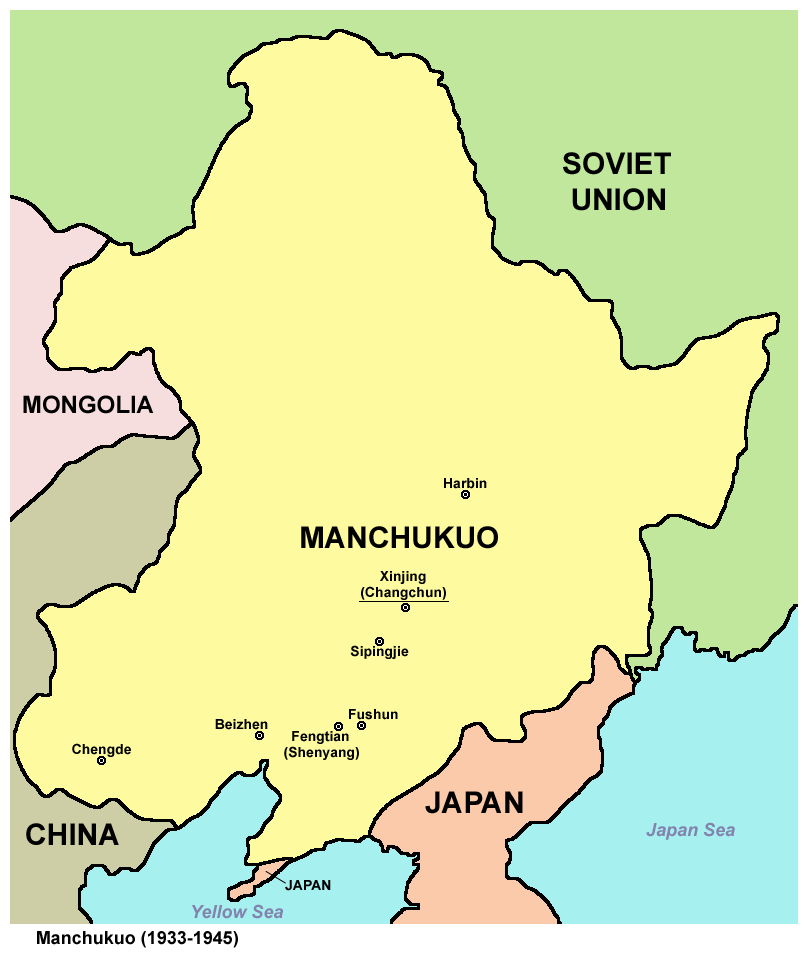
満洲国の地図

満洲国（まんしゅうこく、旧字体：滿洲國、拼音: Mǎnzhōu Guó）は、満洲事変により日本軍が占領した満洲（現在の中国東北3省遼寧省、吉林省、黒竜江省）、内蒙古、熱河省を領土として1932年（昭和7年/大同元年）に成立した国家。一般に日本の傀儡国家と見做されている。
首都は新京（旧長春）。日本民族・満洲民族・漢民族・モンゴル民族・朝鮮民族の「五族協和」による「王道楽土」建設をスローガンとし、清朝の廃帝愛新覚羅溥儀を執政に迎え、1934年（昭和9年/康徳元年）から溥儀を皇帝とした帝制へ移行し、各大臣は満洲族で占められたが、要職は関東軍司令官のもと日本人が掌握した。1945年（昭和20年/康徳12年）8月に対日参戦したソ連軍に占領されたことで消滅した。ただし完全占領前の8月17日に重臣会議により満洲国の廃止が決定され、翌日に皇帝溥儀が退位を宣言している。
「洲」が常用漢字でないため、日本の教育用図書を含め一般的に「満州国」の表記が使われるが、日本の法令や一部の文献では「満洲国」の表記が用いられる（表記については「満洲#日本での「満洲」「満州」表記」を参照）。「満洲帝国」という表記が使われることもある。

## 概要
清が領有していた満洲(または、外満洲)と呼ばれる地域のうち、外満洲はアイグン条約及び北京条約でロシア帝国に割譲され、内満洲の旅順・大連は日露戦争までは旅順（港）大連（湾）租借に関する条約でロシアの、戦後はポーツマス条約と満洲善後条約により日本の租借地となっていた。さらに内満洲ではロシアにより東清鉄道の建設が開始され、義和団の乱の際には進駐して来たロシア帝国陸軍が鉄道附属地を中心に展開し、満洲を軍事占領した。朝鮮半島と満洲の権益をめぐる日露戦争の後、長春（寛城子）以北の北満洲にロシア陸軍が、以南の南満洲にロシアの権益を引き継いだ日本陸軍が南満洲鉄道附属地を中心に展開して半植民地の状態だった。
清朝は満洲族の故地満洲に当たる東三省（遼寧省・吉林省・黒竜江省）には総督を置かず、奉天府と呼ばれる独自の行政制度を持っていたが、光緒33年（1907年）の東北改制を機に、他の省に合わせて東三省総督を設置し、管轄地域の軍政・民政の両方を統括させた。歴代の総督はいずれも袁世凱の派閥に属し、東三省は袁世凱の勢力圏であった。
1912年の清朝滅亡後は中華民国（北京政府）が清朝領土の継承を主張し、袁世凱の臨時大総統就任に伴ない、当時の東三省総督趙爾巽も奉天都督に任命され、東三省も中華民国の統治下に入った。しかし、袁世凱と孫文の対立から中華民国は分裂、内戦状態に陥り、満洲では、趙爾巽の部下だった張作霖が日本の後押しもあって台頭し、奉天軍閥を形成し、満洲を実効支配下に置くようになった。
また日本は1922年（大正11年）の支那ニ関スル九国条約第1条により中華民国の領土的保全の尊重を盟約していたが、中華民国中央政府（北京政府）の満洲での権力は極めて微力で、張作霖率いる奉天軍閥を満洲を実効支配する地方政権と見なして交渉相手とし、協定などを結んでいた。北伐により北京政府が崩壊し、北京政府を掌握していた張作霖が満洲に引き揚げてきたところを日本軍によって殺される（張作霖爆殺事件）と、後を継いだ息子の張学良は、1928年（昭和3年）12月29日に奉天軍閥を国民政府（南京政府）に帰順（易幟）させた。実質的には奉天軍閥の支配は継続していたが、満洲に青天白日満地紅旗が掲げられる事になった。
1929年、日本は南京国民政府を中華民国の代表政府として正式承認した。
1931年（昭和6年）9月18日、柳条湖事件に端を発して満洲事変が勃発、関東軍により満洲全土が占領される。その後、関東軍主導の下に同地域は中華民国からの独立を宣言し、1932年（昭和7年）3月1日の満洲国建国に至った。元首（満洲国執政、後に満洲国皇帝）には清朝最後の皇帝・愛新覚羅溥儀が就いた。

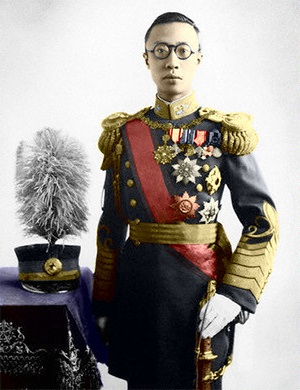
満洲国皇帝・溥儀

満洲国は建国にあたって自らを満洲民族と漢民族、蒙古民族からなる「満洲人、満人」による民族自決の原則に基づく国民国家であるとし、建国理念として日本人・漢人・朝鮮人・満洲人・蒙古人による五族協和と王道楽土を掲げた。しかし後世においては、実質的に日本の関東軍が占領した日本の植民地であり、傀儡国家であったとする見解が一般的である。
満洲国は建国以降、日本、特に関東軍と南満洲鉄道の強い影響下にあり、「大日本帝国と不可分的関係を有する独立国家」と位置付けられていた。当時の国際連盟加盟国の多くは満洲地域は法的には中華民国の主権下にあるべきとした。このことが1933年（昭和8年）に日本が国際連盟から脱退する主要な原因となった。
しかし1937年11月29日にイタリアが満洲国を承認。
続いて同年12月2日にフランコ体制下のスペイン、
1938年5月12日にはドイツ
さらにタイ王国などの第二次世界大戦の日本の同盟国や友好国、枢軸陣営寄りの中立国や、エルサルバドルやポーランド、コスタリカなどの後の連合国の構成国も満洲国を承認した。さらに国境紛争をしばしば引き起こしていたソビエト連邦も領土不可侵を約束して公館を設置した。またイギリスやアメリカ合衆国、フランスなど国交を樹立していなかった国も国営企業や大企業の支店を構えるなど、人的交流や交易をおこなっていた。
第二次世界大戦末期の1945年（康徳12年）、日ソ中立条約を破った赤軍（ソ連陸軍）による関東軍への攻撃と、その後の日本の降伏により、8月18日に満洲国皇帝・溥儀が退位して満洲国は滅亡。満洲地域はソ連の占領下となり、その後国共内戦で中国国民党と中国共産党が争奪戦を行い、最終的に1949年に建国された中華人民共和国の領土となっている。
日本では通常、公の場では「中国東北部」または注釈として「旧満洲」という修飾と共に呼称する。

## 国名
1932年（大同元年）3月1日の満洲国佈告1により、国号は「滿洲國」と定められている。この国号は、1934年（康徳元年）3月1日に溥儀が皇帝に即位しても変更されなかった。ただし、法令や公文書では「満洲国」と「満洲帝国」が併用された。帝制実施後の英称は正称が「Manchoutikuo」または「The Empire of Manchou」、略称が「Manchoukuo」または「The Manchou Empire」と定められた。

## 歴史
満洲地方には、ツングース系、モンゴル系、扶余系など多くの国や民族が勃興し、あるいは漢民族王朝が一部を支配下に置いたり撤退したりしていた。土着民族として濊貊・粛慎・東胡・挹婁・夫余・勿吉・靺鞨・女真などが知られるが、その来歴や相互関係については不明な点が多い。満洲南部から朝鮮半島の一部にかけては遼東郡、遼西郡が置かれるなど、中華王朝の支配下にあった時期が長い。土着民族による国家としては高句麗、渤海国、女真族(後の満州族)の金、後金(清)などが知られる。モンゴル系であり東胡の子孫とされる鮮卑族による前燕などや鮮卑の子孫とされる契丹族による遼が支配した事もある。チベット系の氐族の立てた前秦の支配が及んだ事もある。12世紀以降、金、元、明、清と、首都を中国本土に置く、あるいは移した王朝による支配が続いていた。
清朝の中国支配の後、満洲族の中国本土への移出が続き満洲の空洞化が始まった。当初清朝は漢人の移入によって空洞化を埋めるべく1644年（順治元年）より一連の遼東招民開墾政策を実施した。この開墾策は1668年（康熙7年）に停止され、1740年（乾隆5年）には、満洲は後金創業の地として本格的に封禁され、漢人の移入は禁止され私墾田は焼き払われ流入民は移住させられていた（封禁政策）。旗人たちも首都北京に移住したため満洲の地は「ほぼ空白地」と化していた。19世紀前半には封禁政策は形骸化し、満洲地域には無数の移民が流入しはじめた。研究者の試算によれば1851年に320万人の満洲人口は1900年には1239万人に増加した。1860年にはそれ以前には禁止されていた旗人以外の満洲地域での土地の所有が部分的に開放され、清朝は漢人の移入を対露政策の一環として利用しはじめた（闖関東）。内モンゴル（奉天から哈爾濱・北安に至る満洲鉄道沿線の西側）については、蒙地と呼ばれモンゴルの行政区画である「旗」の地域があり、清朝の時代は封禁政策により牧地の開墾は禁止されていたが実際は各地域で開墾が行われ（蒙地開放）「県」がおかれていた。これらの地域は「旗」からは押租銀や蒙租を、「県」からは税を課され、蒙租は旗と国とが分配していた。また土地の所有権（業主権）は入植者になく永佃権や永租権が与えられ開放蒙地の所有権はモンゴル人王公・旗に帰属するとされていた。これらの地域ではモンゴル人と入植した漢人との間でしばしば民族対立が生じており、1891年の金丹道暴動事件では内モンゴルのジョソト盟地域に入植した漢人の秘密結社が武装し現住モンゴル人に対して虐殺をおこなっていた。その後、秘密結社が葉志超により鎮圧されたが、入植した漢人に対して復讐事件が生じていた。
清朝はアヘン戦争後の1843年に締結された虎門寨追加条約により領事裁判権を含む治外法権を受け入れることになった。
ロシア帝国もまたアロー戦争後の1858年に天津条約を締結して同等の権利を獲得することに成功し、1860年の北京条約でアムール川左岸および沿海州の領有権を確定させていた。
日本の満洲に対する関心は、江戸時代後期の1823年、経世家の佐藤信淵が満洲領有を説き、幕末の尊皇攘夷家の吉田松陰も似た主張をした。明治維新後の日本は1871年（明治4年）の日清修好条規において清国と対等な国交条約を締結した。さらに日清戦争後の下関条約及び日清通商航海条約により、清国に対する領事裁判権を含めた治外法権を得た。
ロシアは日清戦争直後の三国干渉による見返りとして李鴻章より満洲北部の鉄道敷設権を得ることに成功し（露清密約）、1897年のロシア艦隊の旅順強行入港を契機として1898年3月には旅順（港）大連（湾）租借に関する条約を締結、ハルピンから大連、旅順に至る東清鉄道南満洲支線の敷設権も獲得した。日本は、すでに外満洲（沿海州など）を領有し、残る満洲全体を影響下に置くことを企図するロシアの南下政策が、日本の国家安全保障上の最大の脅威とみなした。1900年（明治33年）、ロシアは義和団の乱に乗じて満洲を占領、権益の独占を画策した。これに対抗して日本はアメリカなどとともに満洲の各国への開放を主張し、さらにイギリスと日英同盟を結んだ。
日露両国は1904年から翌年にかけて日露戦争を満洲の地で戦い、日本は戦勝国となり、南樺太割譲、ポーツマス条約で朝鮮半島における自国の優位の確保や、遼東半島の租借権と東清鉄道南部の経営権を獲得した。その後日本は当初の主張とは逆にロシアと共同して満洲の権益の確保に乗り出すようになり、中国大陸における権益獲得に出遅れていたアメリカの反発を招いた。駐日ポルトガル外交官ヴェンセスラウ・デ・モラエスは、「日米両国は近い将来、恐るべき競争相手となり対決するはずだ。広大な中国大陸は貿易拡大を狙うアメリカが切実に欲しがる地域であり、同様に日本にとってもこの地域は国の発展になくてはならないものになっている。この地域で日米が並び立つことはできず、一方が他方から暴力的手段によって殲滅させられるかもしれない」との自身の予測を祖国の新聞に伝えている。
清朝から中華民国へ
1911年から1912年にかけての辛亥革命により満洲族による王朝は打倒され（駆除韃虜）、漢民族による共和政体中華民国が成立したが、清朝が領土としていた満洲・モンゴル・トルキスタン・チベットなど周辺地域の政情は不安定となり、1911年にモンゴルは独立を宣言、1913年にはチベット・モンゴル相互承認条約が締約されチベット・モンゴルは相互に独立承認を行った。
満洲は中華民国臨時大総統に就任した袁世凱が大きな影響力を持っていたため、東三省総督の体制、組織をそのまま引き継ぎ、中華民国の統治下に入っている。この中に、東三省総督の趙爾巽の下で、革命派の弾圧で功績を上げた張作霖もいた。しかし、袁世凱と孫文が対立し、中華民国が分裂、内戦状態に入ると、張作霖が台頭し、奉天軍閥を形成し、日本の後押しも得て、満洲を実効支配下に置いた。
日本は日露戦争後の1905年に日清協約（満洲善後条約の付属協約）、1909年には間島協約において日清間での権益・国境線問題について重要な取り決めをおこなっていたが、中華民国成立によりこれらを含む過去の条約の継承問題が発生していた。
満蒙問題と日中対立
第一次世界大戦に参戦した日本は1914年（大正3年）10月末から11月にかけイギリス軍とともに山東半島の膠州湾租借地を攻略占領し（青島の戦い）その権益処理として対華21カ条要求を行い、2条約13交換公文からなる取り決めを交わした。この中に南満洲及東部内蒙古に関する条約など、満蒙問題に関する重要な取り決めがなされ、満洲善後条約や満洲協約、北京議定書・日清追加通商航海条約などを含め日本の中国特殊権益が条約上固定された。日本と中華民国によるこれら条約の継続有効（日本）と破棄無効（中国）をめぐる争いが宣戦布告なき戦争へ導くこととなる。
1917年（大正6年）、第一次世界大戦中にロシア革命が起こり、ソビエト連邦が成立する。旧ロシア帝国の対外条約のすべてを無効とし継承を拒否したソビエトに対し、第一次世界大戦に参戦していた連合国は「革命軍によって囚われたチェコ軍団を救出する」という大義名分により干渉戦争を開始した（シベリア出兵）。日本はコルチャーク政権を支持しボリシェヴィキを攻撃したが、コルチャク政権内の分裂やアメリカを初めとする連合国の撤兵により失敗。共産主義の拡大に対する防衛基地として満洲の重要性が高まり、満蒙は「日本の生命線」と見なされるようになった。とくに1917年及び1919年のカラハン宣言は人民によりなされた共産主義政府であるソビエトが旧ロシア帝国の有していた対中権益（領事裁判権や各種条約による治外法権など）の無効・放棄を宣言したものであり、孫文をはじめとした中華民国政府を急速に親ソビエト化させ、あるいは1920年には上海に社会共産党が設立され、のち1921年の中国共産党第一次全国代表大会につながった。
その間の1919年には満洲鉄道が2～3万人の組合員からなる満鉄消費組合を結成して日本人向けの市場を寡占しはじめて日本人小売商らの利益が害されたため、満洲商業会議所連合会は満鉄消費組合撤廃活動を1930年まで4次に渡って展開した。結果的には和解に至ったが、これらの活動が満洲輸入組合及び満洲輸入組合連合会の設立に繋がった。
1928年7月19日、第一次国共合作により北伐を成功させた蔣介石の南京国民政府は一方的に日清通商航海条約の破棄を通告し、日本側はこれを拒否して継続を宣言したが、中国における在留日本人（朝鮮人含む）の安全や財産、及び条約上の特殊権益は重大な危機に晒されることになった。
満洲は清朝時代には「帝室の故郷」として漢民族の植民を強く制限していたが、清末には中国内地の窮乏もあって直隷・山東から多くの移民が発生し、急速に漢化と開拓が進んでいた。清末の袁世凱は満洲の自勢力化をもくろむとともに、ロシア・日本の権益寡占状況を打開しようとした。しかしこの計画も清末民初の混乱のなかでうまくいかず、さらに袁の死後、満洲で生まれ育った馬賊上がりの将校・張作霖が台頭、張は袁が任命した奉天都督の段芝貴を追放し、在地の郷紳などの支持の下軍閥として独自の勢力を確立した。満洲を日本の生命線と考える関東軍を中心とする軍部らは、張作霖を支持して満洲における日本の権益を確保しようとしたが、叛服常ない張の言動に苦しめられた。また、日中両軍が衝突した1919年の寛城子事件（長春事件）では張作霖の関与が疑われたが日本政府は証拠をつかむことができなかった。
さらに中国内地では蔣介石率いる中国国民党が戦力をまとめあげて南京から北上し、この影響力が満洲に及ぶことを恐れた。こうした状況のなか1920年3月には、外満洲のニコラエフスク（尼港）で赤軍によって日本軍守備隊の殲滅と居留民が虐殺される尼港事件が起き、満洲が赤化されていくことについての警戒感が強まった。1920年代後半から対ソ戦の基地とすべく、関東軍参謀の石原莞爾らによって万里の長城以東の全満洲を中国国民党の支配する中華民国から切り離し、日本の影響下に置くことを企図する主張が現れるようになった。
満洲事変

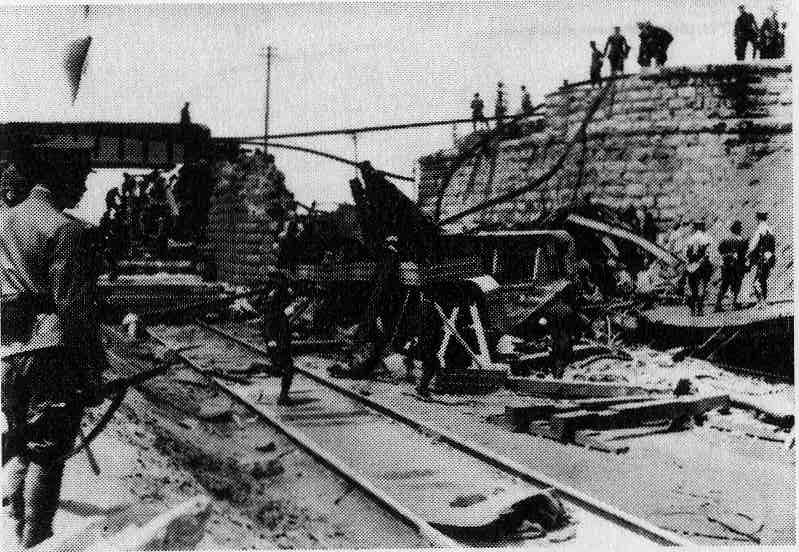
張作霖爆殺事件の現場

1928年（昭和3年）5月、中国内地を一時押さえていた張作霖が国民革命軍に敗れて満洲へ撤退した。田中義一首相ら日本政府は張作霖への支持の方針を継続していたが、高級参謀河本大作ら現場の関東軍は日本の権益の阻害になると判断し、張作霖を殺害した（張作霖爆殺事件）。河本らは自ら実行したことを隠蔽する工作を事前におこなっていたものの、報道や宣伝から当初から関東軍主導説がほぼ公然の事実となり、張作霖の跡を継いだ張学良は日本の関与に抵抗し楊宇霆ら日本寄りの幕僚を殺害、国民党寄りの姿勢を強めた。このような状況を打開するために関東軍は、1931年（昭和6年）9月18日、満洲事変（柳条湖事件）を起こして満洲全土を占領した。張学良は国民政府の指示によりまとまった抵抗をせずに満洲から撤退し、満洲は関東軍の支配下に入った。
日本国内の問題として、世界恐慌や昭和恐慌と呼ばれる不景気から抜け出せずにいる状況があった。明治維新以降、日本の人口は急激に増加しつつあったが、農村、都市部共に増加分の人口を受け入れる余地がなく、1890年代以後、アメリカやブラジルなどへの国策的な移民によってこの問題の解消が図られていた。ところが1924年（大正13年）にアメリカで排日移民法が成立、貧困農民層の国外への受け入れ先が少なくなったところに恐慌が発生し、数多い貧困農民の受け皿を作ることが急務となっていた。そこへ満洲事変が発生すると、当時の若槻禮次郎内閣の不拡大方針をよそに、国威発揚や開拓地の確保などを期待した新聞をはじめ国民世論は強く支持し、対外強硬世論を政府は抑えることができなかった。

### 満洲国建国とその経緯

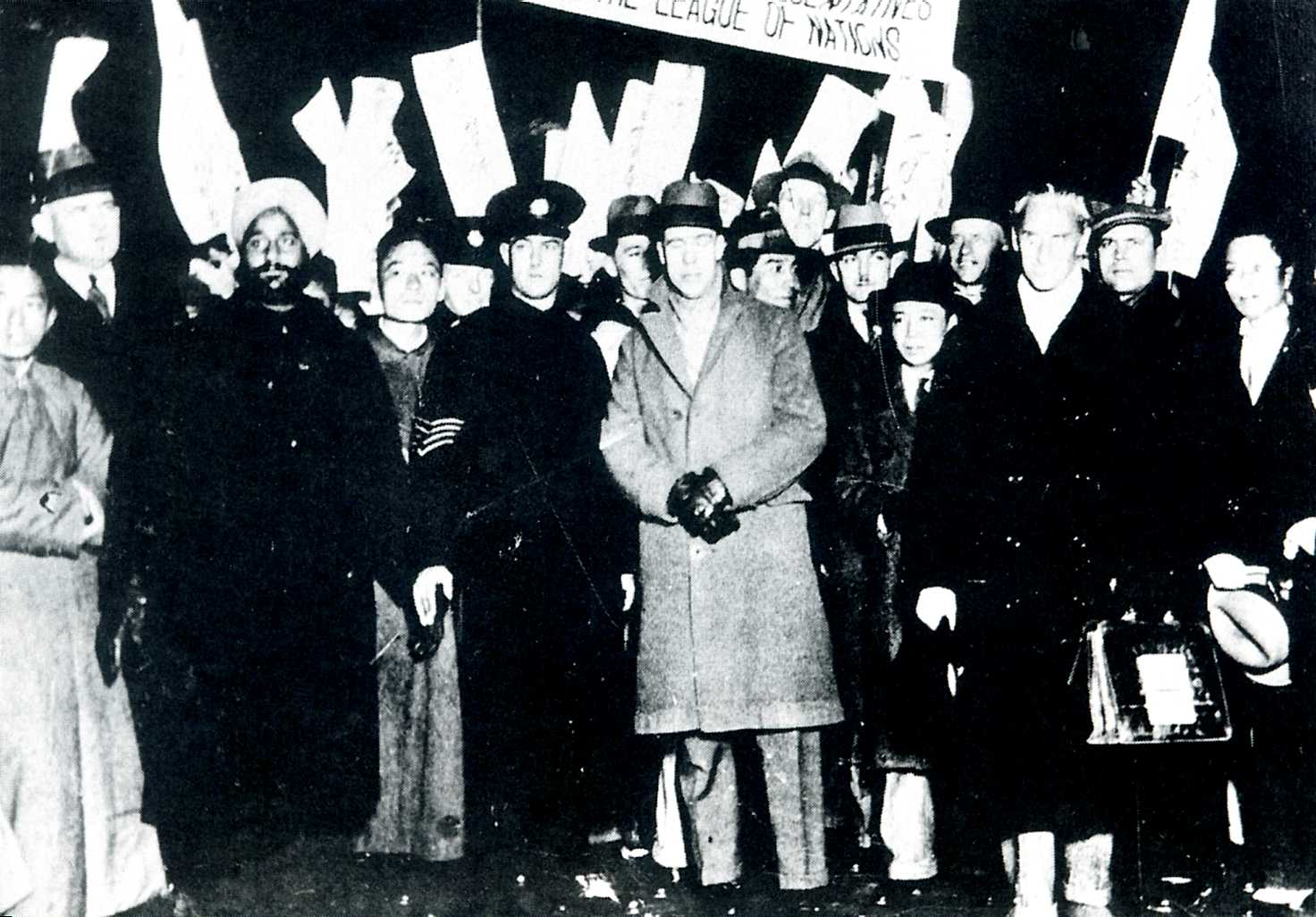
リットン調査団

柳条湖事件発生から4日後の1931年9月22日、関東軍の満蒙領有計画は陸軍首脳部の反対で実質的な独立国家案へと変更された。参謀本部は石原莞爾らに溥儀を首班とする親日国家を樹立すべきと主張し、石原は国防を日本が担い、鉄道・通信の管理条件を日本に委ねることを条件に満蒙を独立国家とする解決策を出した。現地では、関東軍の工作により、反張学良の有力者が各地に政権を樹立しており、9月24日には袁金鎧を委員長、于冲漢を副委員長として奉天地方自治維持会が組織され、26日には煕洽を主席とする吉林省臨時政府が樹立、27日にはハルビンで張景恵が東省特別区治安維持委員会を発足した。
翌1932年2月に、奉天・吉林・黒龍江省の要人が関東軍司令官を訪問し、満洲新政権に関する協議をはじめた。2月16日、奉天に張景恵、臧式毅、煕洽、馬占山の四巨頭が集まり、張景恵を委員長とする東北行政委員会が組織された。2月18日には「党国政府と関係を脱離し東北省区は完全に独立せり」と、満洲の中国国民党政府からの分離独立が宣言された。

東北行政委員会の旗

1932年3月1日、上記四巨頭と熱河省の湯玉麟、内モンゴルのジェリム盟長チメトセムピル、ホロンバイル副都統の凌陞が委員とする東北行政委員会が、元首として清朝最後の皇帝愛新覚羅溥儀を満洲国執政とする満洲国の建国を宣言した（元号は大同）。首都には長春が選ばれ、新京と命名された。国務院総理（首相）には鄭孝胥が就任した。
その後、1934年3月1日には溥儀が皇帝として即位し、満洲国は帝政に移行した（元号は康徳に改元）。国務総理大臣（国務院総理から改称）には鄭孝胥（後に張景恵）が就任した。
満洲国をめぐる国際関係
一方、満洲事変の端緒となる柳条湖事件が起こると、中華民国は国際連盟にこの事件を提起し、国際連盟理事会はこの問題を討議し、1931年12月に、イギリス人の第2代リットン伯爵ヴィクター・ブルワー＝リットンを団長とするリットン調査団の派遣を決議した。1932年3月から6月まで日本、中華民国と満洲を調査したリットン調査団は、同年10月2日に至って報告書を提出し、満洲の地域を「法律的には完全に支那の一部分なるも」とし、満洲国政権を「現在の政権は純粋且自発的なる独立運動に依りて出現したるものと思考することを得ず」とし、「満洲に於ける現政権の維持及承認も均しく不満足なるべし」と指摘した。その上で満洲地域自体には「本紛争の根底を成す事項に関し日本と直接交渉を遂ぐるに充分なる自治的性質を有したり」と表現し、中華民国の法的帰属を認める一方で、日本の満洲における特殊権益を認め、満洲に中国主権下の満洲国とは異なる自治政府を建設させる妥協案を含む日中新協定の締結を提案した。
同年9月15日に齋藤内閣のもとで政府として満洲国の独立を承認し、日満議定書を締結して満洲国の独立を既成事実化していた日本は報告書に反発、松岡洋右を主席全権とする代表団をジュネーヴで開かれた国際連盟総会に送り、満洲国建国の正当性を訴えた。
リットン報告書をもとに連盟理事会は「中日紛争に関する国際連盟特別総会報告書」を作成し、1933年2月24日には国際連盟総会で同意確認の投票が行われた。この結果、賛成42票、反対1票（日本）、棄権1票（シャム＝現タイ）、投票不参加1国（チリ）であり、国際連盟規約15条4項および6項についての条件が成立した。日本はこれを不服として1933年3月に国際連盟を脱退する。
隣国かつ仮想敵国でもあったソビエト連邦は、当時はまだ国際連盟未加盟であり、リットン調査団の満洲北部の調査活動に対しての便宜を与えなかっただけでなく、建国後には満洲国と相互に領事館設置を承認するなど事実上の国交を有していたが、正式な国家承認については満洲事変発生から建国後まで終始一定しない態度を取り続けた。1935年にソ連は満洲国内に保有する北満鉄路を満洲国政府に売却した。国境に関しても日満-ソ連間に認識の相違があり、張鼓峰事件などの軍事衝突が起きている。
中華民国と満州国との関係、というより日本軍(関東軍）と中華民国との間は、その後も戦争状態が続くが、1933年5月の塘沽協定で一応の和平が成立する。しかし、満州国を中華民国は承認しないままであり、その後、中国領の非武装地帯への日本軍の特務機関による自治運動(実際は日本軍の侵略）が新たな紛争をうみ、日中戦争へとつながる。
1932年7月、満洲国内の郵政接受が断行されると、満洲と中国間の郵便は遮断されることとなった。その後、日本と中国の間で山海関の返還など情勢緩和が続くと、1934年4月、国際連盟が「満洲国の郵便物は事務的、技術的に取り扱うべし」との決議を行う。国民政府側も「通郵は文化機関」との判断から、満洲国不承認の原則と切り離して郵便協定の交渉につくことを受諾。同年12月までに協定が成立し、1935年1月からは普通郵便が、翌2月からは小包、為替の取り扱いが始まった。
モンゴル人民共和国との間にも国境に関して認識の相違があり、1939年にはノモンハン事件などの紛争が起きた。
1941年4月13日、日ソ間の領土領域の不可侵を約した日ソ中立条約締結に伴い、日本のモンゴル人民共和国への及びソ連の満洲国への領土保全と不可侵を約す共同声明が出された。

### 統治
日本軍占領後、各地で各種宗教・政治思想で結びついた団体による抗日ゲリラ闘争が起こった。一時は燎原の火のように満洲各地に広がり、関東軍にもとても終結するとは思えないような時期もあったといわれるが、関東軍は殲滅を繰り返し、1935年頃には治安は安定していった。その過程で平頂山事件のような事件も起きているが、このような事件は氷山の一角で、1932年9月には暫行懲治盗匪法を制定、この条文では清朝の法制にもあった臨陣格殺が定められ、軍司令官や高級警察官が匪賊を裁判なしで自己の判断で処刑する権限を認めていたため、関東軍ないし実質的に日本人が指導する現地警察はこれを濫用し、各地で匪賊とされた者らの殺戮が繰り返され、彼らの生首が見せしめに晒されることが横行していたとされる。とくに満鉄及びその付属地を警備する独立守備隊は質が悪く、現地住民らに恐れられたという。東京大学東洋文化研究所教授の安冨歩によれば、ゲリラ鎮圧は最終的に成功したものの、この成功が経済構造・社会構造の異なる中国本土でも同様にうまくいくと日本軍を誤信させ、後の日中戦争拡大に繋がっていったのではないかという。林博史によれば、この満洲でのやり方は、山下奉文中将を通じて、後の日中戦争や太平洋戦争におけるマレー・シンガポール占領期にも持ち込まれた。

### 第二次世界大戦へ

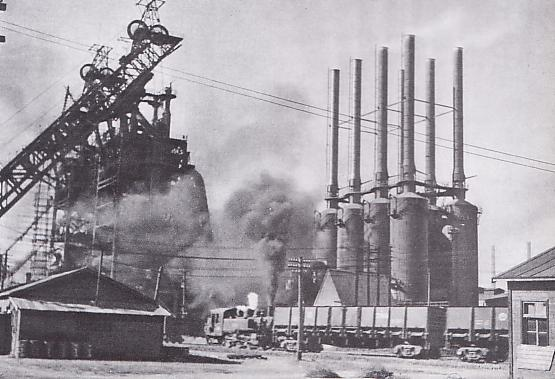
鞍山製鉄所

大東亜戦争（第二次世界大戦）に日本が開戦する直前の1941年12月4日、日本の大本営政府連絡会議は「国際情勢急転の場合満洲国をして執らしむ可き措置」を決定し、その「方針」において「帝国の開戦に当り差当り満洲国は参戦せしめず、英米蘭等に対しては満洲国は帝国との関係、未承認等を理由に実質上敵性国としての取締の実行を収むる如く措置せしむるものとす」として、満洲国の参戦を抑止する一方、在満洲の連合国領事館（奉天に英米蘭、ハルビンに英米仏蘭、営口に蘭（名誉領事館））の閉鎖を行わさせた。また館員らは警察により軟禁され、1942年に運航された交換船で帰国した。
このため、満洲国は国際法上の交戦国とはならず、第二次世界大戦の下で、満洲国軍が日本軍に協力してイギリスやアメリカ、オーストラリア、ニュージーランドなどとと戦っている南方や太平洋、インド洋やオーストラリア方面に進出するということも無かった。
日本の敗色が濃くなった1944年の下半期に入ると、同年7月29日に鞍山の昭和製鋼所（鞍山製鉄所）など重要な工業基地が連合軍、特にイギリス領インド帝国のイギリス軍基地内に展開したアメリカ軍のボーイングB29爆撃機の盛んな空襲を受け、工場の稼働率は全般に「等しい低下を示し」（1944年当時の稼動状況記録文書より）たとしている。特に、奉天の東郊外にある「満洲飛行機」では、1944年6月には平均で70%だった従業員の工場への出勤率が、鞍山の空襲から1週間後の8月5日には26%まで低下した。次の標的になるのではという従業員の強い不安感から、稼働率の極端な下落を招くことになった。
また、戦争後期には大豆等の穀物を徴発、しかし、連合軍の通商破壊により船で日本本土や南方に輸送することが出来なくなり、満洲で飢餓が始まる中、満洲の鉄道沿線や朝鮮の釜山の港で大豆等が野晒しで腐っていったという。一方で、代わりに日本から入れる筈の衣類･繊維がやはり通商破壊のため、あるいは南方優先ということで満洲には入らず、1944年頃の冬には凍死する者、（成長とともに服が合わなくなるため）衣類無しでオンドルに頼って過ごさねばならない子供らが続出したとされる。
1945年2月11日にソ連、アメリカ、イギリスはヤルタ会談を開き、満洲を中華民国へ返還、北満鉄路・南満洲鉄道をソ連・中華民国の共同管理とし、大連をソビエト海軍の租借地とする見返りとして、ソ連が参戦することを満洲国政府に秘密裏に決定した。なおこの頃満洲国の駐日本大使館は、東京の麻布町から神奈川県箱根に疎開する。
1945年5月には同盟国のドイツが降伏し、日本は1国で連合国との戦いを続けることになる。太平洋戦線では3月には硫黄島が、6月には沖縄がアメリカ軍の手に落ち、アメリカ軍やイギリス軍機による本土への攻撃が行われるなど、日本の敗戦は時間の問題となっていた。

### ソ連の満洲侵攻
1945年6月、日本は終戦工作の一環として、満洲国の中立化を条件に未だ日ソ中立条約が有効であったソビエト連邦に和平調停の斡旋を求めたが、既にソ連はヤルタ会談での秘密協定に基づき、ドイツ降伏から3か月以内の対日参戦を決定していたため、日本の提案を取り上げなかった。
8月8日、ソ連は1946年4月26日まで有効だった日ソ中立条約を破棄して日本に宣戦布告し、直後に対日参戦した。ソ連軍は満洲国に対しても西の外蒙古（モンゴル人民共和国）及び東の沿海州、北の孫呉方面及びハイラル方面、3方向からソ満国境を越えて侵攻した。ソ連は参戦にあたり、直前に駐ソ日本大使に対して宣戦布告したが、満洲国に対しては国家として承認していなかったため、外交的通告はなかった。満洲国は防衛法（1938年4月1日施行）を発動して戦時体制へ移行したが、外交機能の不備、新京放棄の混乱などにより最後まで満洲国側からの対ソ宣戦は行われなかった。
関東軍首脳は撤退を決定し、新京の関東軍関係者は8月10日、憲兵の護衛付き特別列車で脱出した。満洲国を防衛する日本の関東軍は、1942年以降増強が中止され、後に南方戦線などへ戦力を抽出されて十分な戦力を持っていなかったため、国境付近で多くの部隊が全滅した。そのため、ソ連軍の侵攻で犠牲となったのは、主に満蒙開拓移民をはじめとする日本人居留民たちであった。通化への司令部移動の際に民間人の移動も関東軍の一部では考えられたが、軍事的な面から民間人の大規模な移動は「全軍的意図の（ソ連への）暴露」にあたること、邦人130万余名の輸送作戦に必要な資材、時間もなく、東京の開拓総局にも拒絶され、結果彼らは武器も持たないまま置き去りにされ、満洲領に攻め込んだソ連軍の侵略に直面する結果になった。
一説にはとくに初期のソ連軍兵士らは囚人兵が主体だったともいわれ、軍紀が乱れ、戦時国際法の基礎教育もなく、兵士らによる日本人居留民に対する殺傷や強姦、略奪事件が多発した。また、それを怖れる日本人居留民や開拓団らの中には集団自決に奔るもの、あるいは逆に、ソ連軍将校らと取引し未婚の若い女性らを自ら犠牲に差出すものも続出したという。8月14日には葛根廟事件が起こっている。戦後、このような形で強姦され妊娠し、博多港に引き揚げてきた女性のためにと厚生省引揚援護局が、二日市に診療所を設け、当時違法であったが中絶手術を行った。もっとも満洲でとくに初期にはソ連兵による強姦が多発したのは間違いないが、開拓移民を多く出した石川県の満蒙開拓団関係者の依頼で開拓団史をまとめた藤田繁の調査・検証によれば、この二日市での中絶のケースでは、ソ連兵による強姦と考えるにはその多くが妊娠時期が合わなかったという。実際には暴行ばかりでなく、外地で生き延びるために、満洲や朝鮮等で現地の男性あるいは同じ引揚者の日本人男性らと一時的にでも夫婦同然となるような生活を送るしかなかった女性らが、郷里帰還を前にして中絶の選択を迫られた等の事情が考えられることを示唆している（参照：二日市保養所）。

### 滅亡
皇帝溥儀をはじめとする国家首脳たちはソ連の進撃が進むと新京を放棄し、朝鮮にほど近い、通化省臨江県大栗子に8月13日夕刻到着。同地に避難していたが、8月15日に行われた日本の昭和天皇による「玉音放送」で戦争と自らの帝国の終焉を知った。
2日後の8月17日に、国務総理大臣の張景恵が主宰する重臣会議は通化市で満洲国の廃止を決定、翌18日未明には溥儀が大栗子の地で退位の詔勅を読み上げ、満洲国は誕生から僅か13年で滅亡した。退位詔書は20日に公布する予定だったが、実施できなかった。
8月19日に旧満洲国政府要人による東北地方暫時治安維持委員会が組織されたが、8月24日にソ連軍の指示で解散された。溥儀は退位宣言の翌日、通化飛行場より飛行機で日本に亡命する途中、奉天でソ連軍の空挺部隊によって拘束され、通遼を経由してソ連のチタの収容施設に護送された。そのほか、旧政府要人も8月31日に一斉に逮捕された。

### その後の満洲地域
日本兵と日本人入植者
占領地域の日本軍はソ連軍によって8月下旬までに武装解除された。その後ソ連軍により、シベリアや外蒙古、中央アジア等に連行・抑留された者もいる（シベリア抑留）。
ソ連軍の侵攻を中国人や蒙古人の中には「解放」と捉える人もおり、ソ連軍を解放軍として迎え、当初関東軍と共にソ連軍と戦っていた満洲国軍や関東軍の朝鮮人・漢人・蒙古人兵士らのソ連側への離反が一部で起こったため、結果として関東軍の作戦計画を妨害することになった。中華民国政府に協力し反乱を起こしたことから日本人数千名が中国共産党の八路軍に虐殺された通化事件も発生した。
また、一部の日本人の幼児は、肉親と死別したりはぐれたりして現地の中国人に保護され、あるいは肉親自身が現地人に預けたりして戦後も大陸に残った中国残留日本人孤児が数多く発生した。その後、日本人は新京や大連などの大都市に集められたが、日本本国への引き揚げ作業は遅れ、ようやく1946年から開始された（葫芦島在留日本人大送還）。さらに、帰国した「引揚者」は、戦争で経済基盤が破壊された日本国内では居住地もなく、苦しい生活を強いられた。政府が満蒙開拓団や引揚者向けに「引揚者村」を日本各地に置いたが、いずれも農作に適さない荒れた土地で引揚者たちは後々まで困窮した。
ソ連軍政下
満洲はソ連軍の軍政下に入り、中華民国との中ソ友好同盟条約では3か月以内に統治権の返還と撤兵が行われるはずであったが、実際には翌1946年4月までソ連軍の軍政が続き、撫順市や長春市などには八路軍が進出して中国共産党が人民政府をつくっていた（東北問題）。この間、ソ連軍は、東ヨーロッパの場合と同様に工場地帯などから持ち出せそうな機械類を根こそぎ略奪して本国に持ち帰った。
中華民国
1946年5月にはソ連軍は撤退し、満洲は蔣介石率いる中華民国に移譲された。中華民国政府は、行政区分を満洲国建国以前の遼寧・吉林・黒竜江の東北3省や熱河省に戻した。しかしその後国共内戦が再開され、中華民国軍は、人民解放軍に敗北し、中華民国政府は台湾島に移転することとなる。
中華人民共和国
1948年秋の遼瀋戦役でソ連の全面的な支援を受けた中国共産党の中国人民解放軍が満洲全域を制圧した。毛沢東は満洲国がこの地に残した近代国家としてのインフラや統治機構を非常に重要視し、「中国本土を国民政府に奪回されようとも、満洲さえ手中にしたならば抗戦の継続は可能であり、中国革命を達成することができる」として、満洲の制圧に全力を注いだ。八路軍きっての猛将・林彪と当時の中国共産党ナンバー2・高崗が満洲での解放区の拡大を任されていた。
旧満洲国軍興安軍である東モンゴル自治政府自治軍はウランフによって人民解放軍に編入され、中国によるチベット併合などに投入された。
1949年に中国共産党は中華人民共和国を成立させ、満洲国領だった東モンゴル地域に新たに内モンゴル自治区を設置した。文化大革命の混乱の最中の時代には、「満洲国時代に教育を受けた多くのモンゴル人達」は「内モンゴル人民革命党に関係する者」として紅衛兵達により粛清された（内モンゴル人民革命党粛清事件）。ソ連軍から引き渡された満洲国関係者の多くは撫順戦犯管理所で中国共産党の思想改造を受けた。元満洲国皇帝の溥儀も同所に収監された。溥儀は毛沢東によって、中国共産党がロシア帝国最後の皇帝ニコライ2世とその一家を虐殺したソ連より優越している証左とするために優待を受けた。溥儀は釈放後、満洲族の代表として中国人民政治協商会議全国委員に選出された。

## 地理

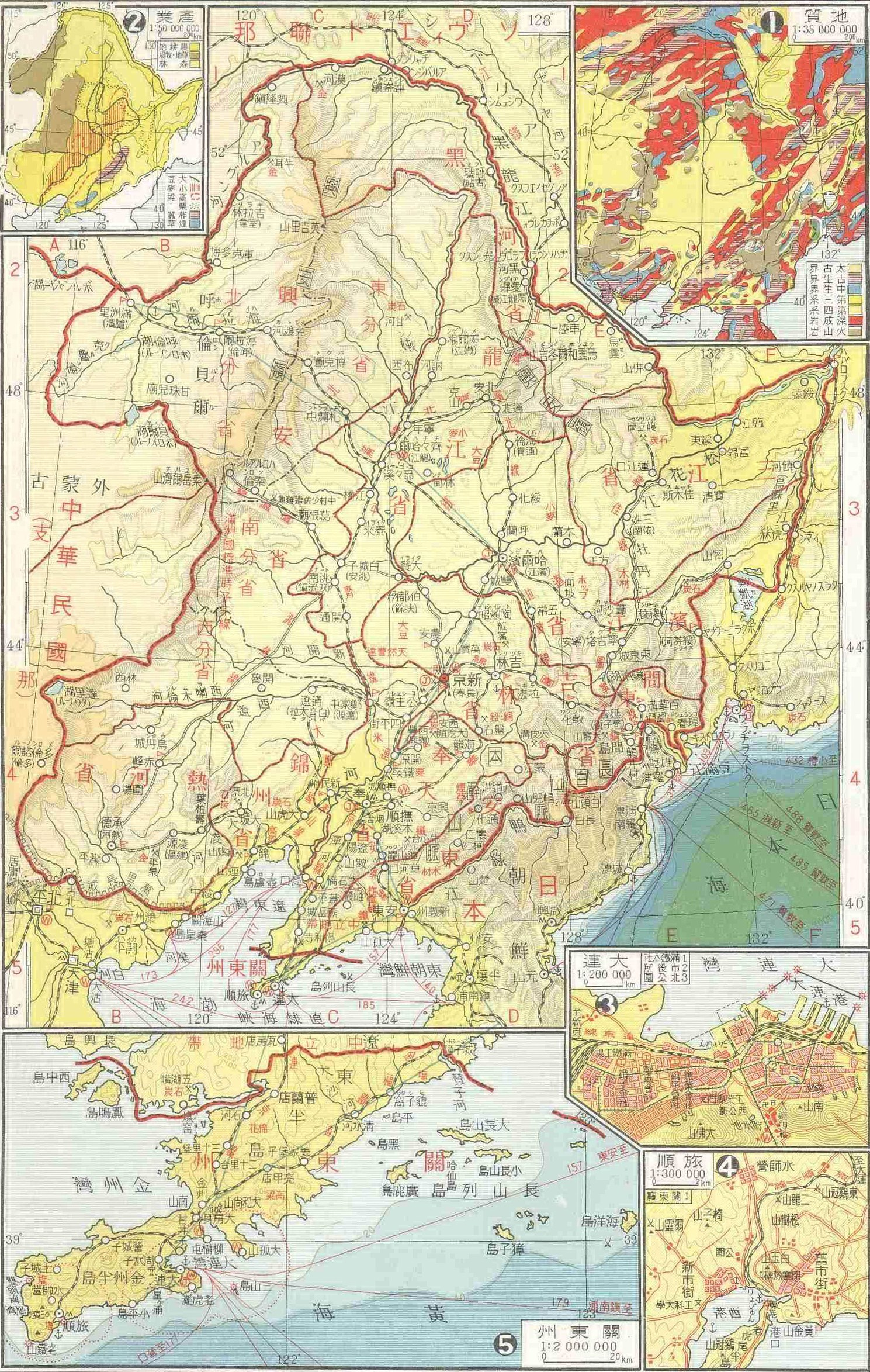
満洲国地図

### 主な都市
- 新京
- 奉天
- 満洲里
- 吉林
- 通化
- 哈爾浜

- 斉斉哈爾
- 営口
- 安東
- 敦化
- 海拉爾

### 行政区分

満洲国の地方行政区画

- 新京特別市
- 吉林省
- 四平省
- 通化省
- 間島省
- 龍江省
  - （吉林省）

- 浜江省
- 牡丹江省
- 東安省
- 三江省
- 北安省
- 黒河省
  - （黒竜江省）

- 安東省
- 奉天省
- 錦州省
- 関東州
  - （遼寧省）

- 興安総省
- 熱河省
  - （内モンゴル自治区）
  - （河北省）

上記の括弧内に記載した省・自治区はこれらの満洲の省が属する現在の中華人民共和国の行政区分である。
- 関東州 - 日露戦争後の満洲善後条約により、日本の中国からの租借地とされたが、満洲国建国後は満洲国領土の一部とされ、満洲国からの租借地とされた。

## 人口
1908年の時点で満洲の人口は1583万人だったが、満洲国が建国された1932年10月1日には2928万8千人になっていた。人口比率としては女性100に対して男性123〜125の割合で、1942年10月1日には人口は4424万2千人にまで増加していた。移民国家としての側面もあり、内地からの日本本土人以外でも、隣接する外地の朝鮮からの移住者が増加した他、台湾人も5000人移り住んだ。
国務院総務庁と治安部警務司の統計では1940年（康徳7年）10月1日の満洲国の人口は4108万0907人、男女比は120:100。国務院国勢調査では、同時期の満洲国の人口は4323万3954人、男女比は123.8:100であった。統計に開きがあるのは、警察戸口調査においては現住人口調査主義を、臨時国勢調査においては現在人口調査主義を採用したことによる。
人口の構成としては、
|                                    | 全人口       | 全人口に占める割合 |
| ---------------------------------- | ------------ | ------------------ |
| 満洲人（漢族、満洲族）             | 38,885,562人 | 94.65%             |
| 日本人                             | 2,128,582人  | 5.18%              |
| その他外国人（白系ロシア人を含む） | 66,783人     | 0.16%              |

上記の「日本人」の中には、130万9千人の朝鮮人を含む。台湾人は朝鮮人に含まれている。
主要都市の人口は下記のとおり。
| 都市名   | 全人口      | その内の日本人の人口 | データ |
| -------- | ----------- | -------------------- | ------ |
| 奉天     | 1,003,716人 | 170,580人            | 1940年 |
| 哈爾浜   | 558,829人   | 51,650人             | 1940年 |
| 新京     | 490,253人   | 129,321人            | 1940年 |
| 大連     | 338,872人   | 84,794人             | 1938年 |
| 安東     | 246,129人   | 43,358人             | 1940年 |
| 営口     | 176,917人   | 8,320人              | 1940年 |
| 吉林     | 145,035人   | 17,941人             | 1940年 |
| 斉斉哈爾 | 118,708人   | 14,290人             | 1940年 |

### 国籍法の不存在
満洲国においては最後まで国籍法が制定されなかったため、満洲国籍を有する者の範囲は法令上明確にされず、慣習法により定まっているものとする学説が有力であった。国籍法が制定されなかった背景として、二重国籍を認めない日本の国籍法上、日本人入植者が「日本系満洲国人」となって日本国籍を放棄せざるを得ないこととなれば、新規日本人入植者が減少する恐れがあること、日本の統治下にあった朝鮮人を日本国民として扱っていた朝鮮政策との整合性の問題や、白系ロシア人の帰化問題などがあった。1940年（康徳7年）に「暫行民籍法」（康徳7年8月1日勅令第197号）が制定され、民籍に記載された者は満洲国人民として扱われた。日本人が満洲国で出生した場合には国籍が不明確になるが、満洲国の特命全権大使にその旨を届け出て、大使が内地の本籍地にそれを回送することで日本人として内地の戸籍に登録された。

### 日本人・満蒙開拓移民の人口
1931年（昭和6年）から1932年（昭和7年）の満洲には59万人の日本人（朝鮮・台湾籍を含む）が居住し、うち10万人は農民だった。営口では人口の25%が日本人だったという。
満洲事変以前において、漢族以外の満洲への移住農民の内の多数は半島人とも呼ばれた朝鮮籍日本人であり、日本内地から満洲への移住者の大半は軍関係者あるいは南満洲鉄道および附属地の企業関係者とその家族であった。満洲国の成立以降、日本政府は国内における貧困農村の集落住民や都市部の農業就業希望者を中心に、「満蒙開拓団」と称する満蒙開拓移民を募集した。さらに日本政府は1936年（昭和11年）から1956年（昭和31年）の間に、500万人の日本人の移住を計画していた。当時満洲は実際には4千万人の人口がいたとみられるが、誤って3千万人程度と考えられていた。それが20年後には5千万人に増えるのではないかとみなして、漢･満･日･蒙･朝の五族中、日本人がその一割を確保したいと考えたのである。結局は、1945年（昭和20年）のポツダム宣言受諾での日本の降伏により満洲国は消滅したために、この計画は頓挫に終わった。1938年（昭和13年）から1942年（昭和17年）の間には20万人の農業青年を、1936年（昭和11年）には2万人の家族移住者を送り込んだ。なお、満洲で逐次開設されていった小学校の日本人教員の募集は内地の給与の7割から17割5分増しで募集された。
これらの開拓団の土地を確保するため、先に現地で耕作していた農民らの土地を強制的に安値で買い取っていったという。しかし、日本内地からの移民はとても数百万人規模の計画を満たすものでなく、その結果、長野県などの貧しい農村を標的に、今でいう補助金の停止をちらつかせるような形で、各地の中学校の教諭らにもその生徒からの確保を命じて強引に行われていったとされる。計画を進めた東宮鉄男らの考えでは、日本人移民はソ連を攻撃する際の現地近辺での徴兵の基盤作りあるいは逆に攻められた際の防御の盾とするためであり、したがって都市などに出て行って商売等に従事したりしないよう、彼らの多くは僻地に送られたが、中には、比較的都市に近いような場所で追い出された現地人らを小作人･使用人として使って比較的商品性の高い作物を作っていた例もあったという。
終戦時、ソ連対日参戦によりソビエト連邦が満洲に侵攻した際には、85万人の日本人移住者を抑留している。公務員や軍人を例外として、基本的にはこれらの人々は1946年（昭和21年）から1947年（昭和22年）にかけて段階的に連合国軍占領下の日本に送還されている。

### 朝鮮人移住者
もともと朝鮮との国境に近い地域には朝鮮民族の居住者も多く、歴史的にも満洲族との交流が深かったため、建国当時日本領であった朝鮮半島からも多くの朝鮮籍日本人が満洲国へ移住した。農業以外にも水商売や小規模商店などの事業を行うものも多かった。しかし現地の住民たちの反感を買う事例もあったという。
1934年（昭和9年）10月30日、岡田内閣（岡田啓介首相）は朝鮮人の内地への移入によって失業率や治安の悪化が進んでいる日本本土を守るとして、朝鮮人が満洲に向かうよう満洲国の経済開発を推し進めることを閣議決定している。

### ユダヤ人自治州
満洲事変以前からヨーロッパにおけるユダヤ人問題に関心を持ち始めていた日本政府は、満洲国内におけるユダヤ教徒によるユダヤ人自治州を企図し、反ユダヤ政策を推進していたナチス・ドイツ政府に対し、その受け入れを打診していた（河豚計画）。
しかしその後、日中戦争（支那事変）に突入したことなどにより、日満両政府が本格的に遂行することはなく、第二次世界大戦前夜のナチス・ドイツやソビエト連邦による反ユダヤ人政策を嫌悪し、満洲国経由でアメリカ合衆国や南米諸国に亡命しようとしたユダヤ人のうち少数が満洲国に移住したにとどまった。

## 国家体制

### 政治理念

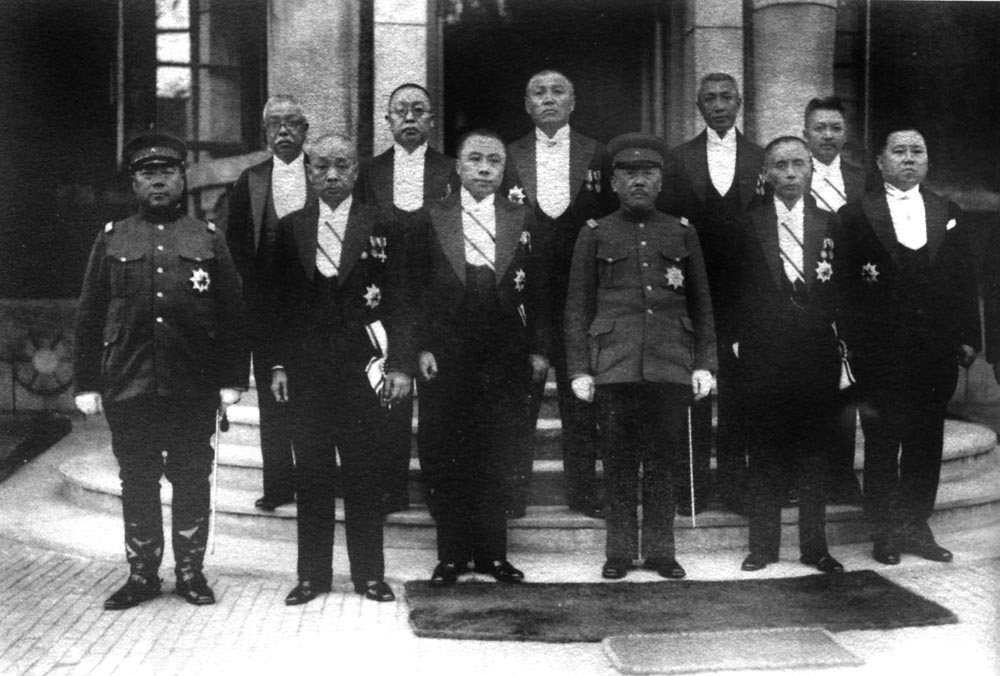
満洲国の初代内閣

満洲国は公式には五族協和の王道楽土を理念とし、アメリカ合衆国をモデルとして建設され、アジアでの多民族共生の実験国家であるとされた。議会政治でも専制政治でもなく王道政治（哲人政治）を行うことが謳われた。「王道主義」の策定に当たって橘樸が大きな役割を果たした。共和制国家であるアメリカ合衆国をモデルとするとしていたものの、皇帝を国家元首とする立憲君主制国家である。五族協和とは、満蒙漢日朝の五民族が協力し、平和な国造りを行うこと、王道楽土とは、西洋の「覇道」に対し、アジアの理想的な政治体制を「王道」とし、満洲国皇帝を中心に理想国家を建設することを意味している。満洲にはこの五族以外にも、ロシア革命後に共産主義政権を嫌いソビエトから逃れてきた白系ロシア人等も居住していた。
その中でも特に、ボリシェヴィキとの戦争に敗れて亡ぼされた緑ウクライナのウクライナ人勢力と満洲国は接触を図っており、戦前には日満宇の三国同盟で反ソ戦争を開始する計画を協議していた。しかし、1937年にはウクライナ人組織にかわってロシア人のファシスト組織（ロシアファシスト党）を支援する方針に変更し、ロシア人組織と対立のあるウクライナ人組織とは断交した。第二次世界大戦中に再びウクライナ人組織と手を結ぼうとしたが、太平洋方面での苦戦もあり、極東での反ソ武力抗争は実現しなかった。

### 国家機関

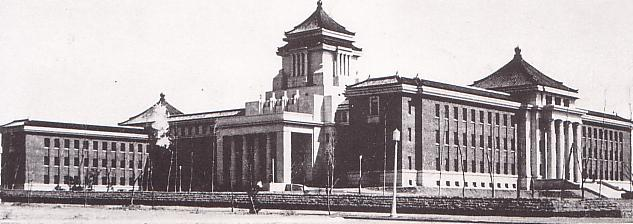
国務院

満洲国政府は、国家元首として執政（後に皇帝）、諮詢機関として参議府、行政機関として国務院、司法機関として法院、立法機関として立法院、監察機関として監察院を置いた。
国務院には総務庁が設置され、官制上は首相の補佐機関ながら、日本人官吏のもと満洲国行政の実質的な中核として機能した（総務庁中心主義）。それに対し国務院会議の議決や参議府の諮詢は形式的なものにとどまり、立法院に至っては正式に開設すらされなかった。

### 元首

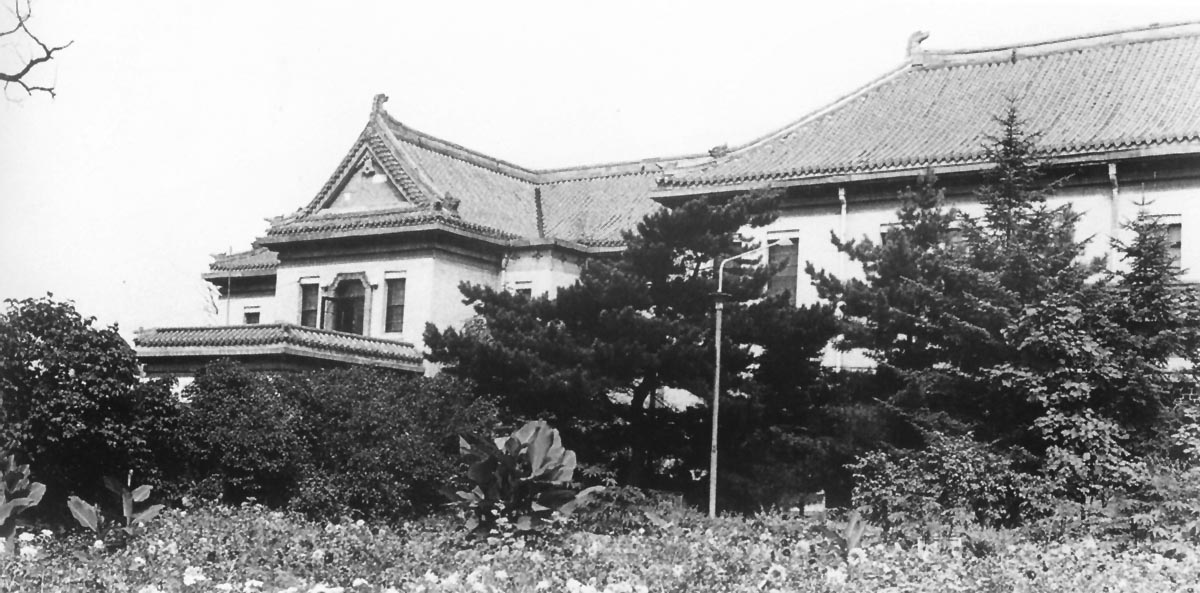
皇宮として建てられた同徳殿

元首（執政、のち皇帝）は、愛新覚羅溥儀がつき、1937年（康徳4年）3月1日に公布された帝位継承法第一条により、溥儀皇帝の男系子孫たる男子が帝位を継承すべきものとされた。
帝位継承法の想定外の事態に備えて、満洲帝国駐箚（駐在）大日本帝国特命全権大使兼関東軍司令官との会談で、皇帝は、清朝復辟派の策謀を抑え、関東軍に指名権を確保させるため、自身に帝男子孫が無いときは、日本の天皇の叡慮によって帝位継承者を定める旨を皇帝が宣言することなどを内容とした覚書などに署名している（なお、溥儀にはこの時点で実子がおらず、その後も死去するまで誕生していない）。

### 国民
満洲国は瓦解に至るまで国籍法を定めず、法的な国民の規定はなされなかった。結果、移民や官僚も含めた満洲居住の日本人は日本国籍を有したままであり、敗戦後、法的な障害無しに日本へ引き揚げる事が出来た。1940年（康徳7年）に「暫行民籍法」（康徳7年8月1日勅令第197号）が制定され、民籍に記載された者は「満洲国人民」として扱われた。

### 行政

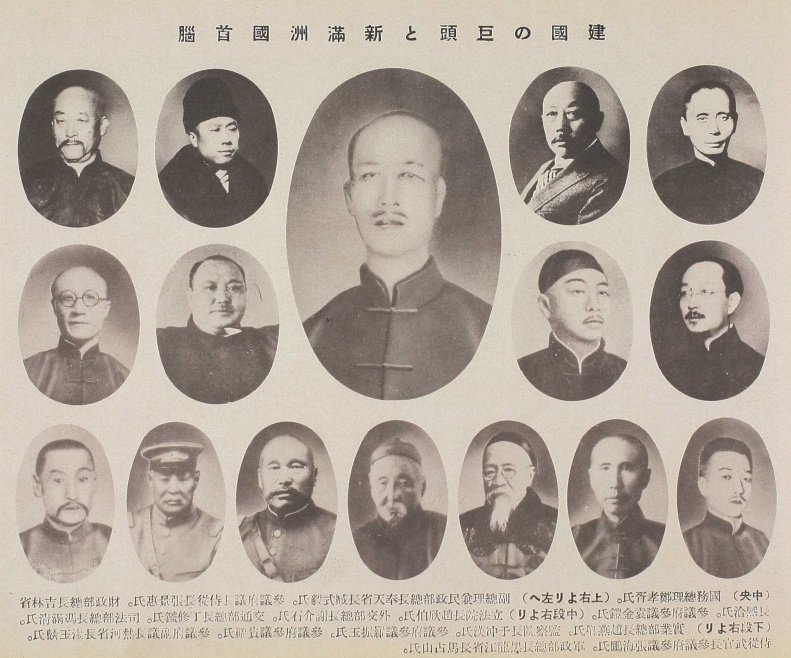
鄭孝胥（中央）ほか首脳

1932年（大同元年）の建国時には首相（執政制下では国務院総理、帝政移行後は国務総理大臣）として鄭孝胥が就任し、1935年（康徳2年）には軍政部大臣の張景恵が首相に就任した。
しかし実際の政治運営は、満洲帝国駐箚大日本帝国特命全権大使兼関東軍司令官の指導下に行われた。元首は首相や閣僚をはじめ官吏を任命し、官制を定める権限が与えられたが、関東軍が実質的に満洲国高級官吏、特に日本人が主に就任する総務庁長官や各部次長（次官）などは、高級官吏の任命や罷免を決定する権限をもっていたので、関東軍の同意がなければこれらを任免することができなかった。
公務員の約半分が日本内地人で占められ、高い地位ほど日本人占有率が高かった。これらの日本内地人は日本国籍を有したままである。俸給、税率面でも日本人が優遇された。関東軍は満洲国政府をして日本内地人を各行政官庁の長・次長に任命させてこの国の実権を握らせた。これを内面指導と呼んだ（弐キ参スケ）。これに対し、石原莞爾は強く批難していた。しかし、台湾人（満洲国人）の謝介石は外交部総長に就任しており、裁判官や検察官なども日本内地人以外の民族から任用されるなど、日本内地人以外の民族にも高位高官に達する機会がないわけではなかった。しかし、これも日本に従順である事が前提で、初代首相の鄭孝胥も関東軍を批判する発言を行ったことから、半ば解任の形で辞任に追い込まれている。
省長等の地方長官は建国当初は現地有力者が任命される事が多かったが、これも次第に日本人に置き換えられていった。

### 選挙・政党
憲法に相当する組織法には、一院制議会として立法院の設置が規定されていたが選挙は一度も行われなかった。政治結社の組織も禁止されており、満洲国協和会という官民一致の唯一の政治団体のみが存在し、実質的に民意を汲み取る機関として期待された。

### 法制度
憲法に相当する組織法や人権保障法をはじめ、民法や刑法などの基本法典について、日本に倣った法制度が整備された。当時の日本法との相違としては、組織法において、各閣僚や合議体としての内閣ではなく、首相個人が皇帝の輔弼機関とされたこと、刑法における構成要件はほぼ同様であるが、法定刑が若干日本刑法より重く規定されていること、検察庁が裁判所から分離した独自の機関とされたことなどが挙げられる。

### 標準時
満洲国版図では日露中の支配域ごとに異なる標準時が用いられていたが、満洲国は東経120度を子午線とし、UTC+8を標準時として統一した。1937年1月1日に日本標準時に合わせてUTC+9に変更された。変更後の子午線は東経135度となり、満洲国内を通っていない。

## 外交

### 外交関係

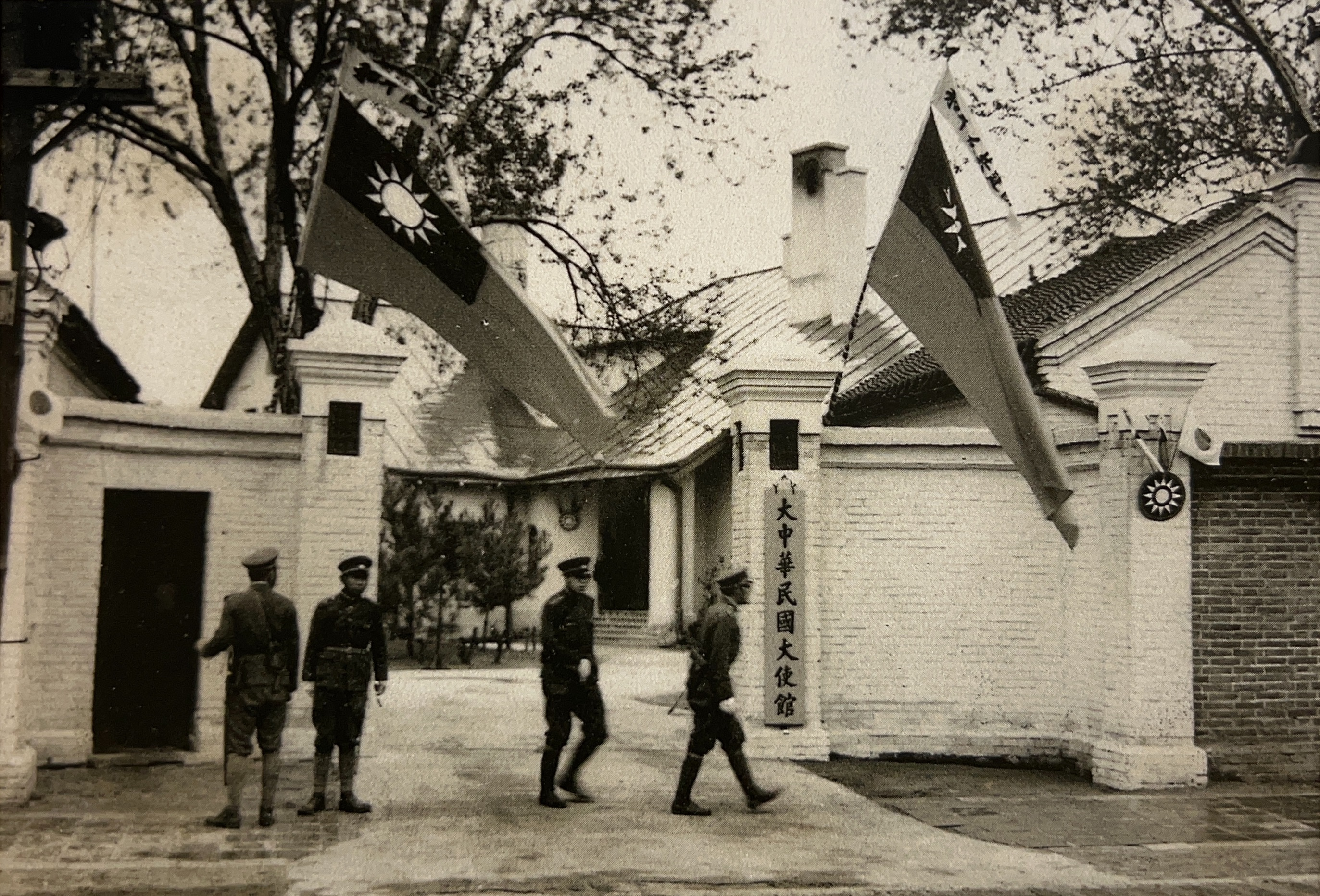
在満洲国中華民国大使館

日本は建国宣言が出されて約半年後の1932年9月に承認し、エルサルバドルとコスタリカは1934年と早期に承認した。
バチカンは1934年2月20日に吉林駐在司教ガスペーを満洲国におけるローマ教皇庁代表に任命し、その旨を1934年4月18日にガスペーより外交部大臣・謝介石宛の書簡によって伝えた。カトリック教団は満洲事変以前から満洲で活動しており、北平大司教の管轄下に置かれていたが、満洲国成立により教区を中国から分離させ、吉林駐在司教ガスペーが管轄することを決定した。これを以って、事実上の満洲国承認と考えられており、当時は「宗教的承認」とも称されていた。但し、バチカンは満洲国に外交使節団を派遣することはなく、公館も開設されなかった。
エチオピア侵略で経済制裁を受け国際連盟を脱退したイタリアは、1937年12月に承認した。
ドイツは1936年に日本と防共協定を結んでいたが、一方で当初は満洲国承認は行わず、中独合作で中華民国とも結ばれていたこともあり極東情勢に不干渉の立場をとっていた。しかし防共協定が日独伊三国防共協定になった翌年の1938年2月に承認した。さらに、ドイツ側の希望により同年5月満独修好条約が締結された。
第二次世界大戦の勃発後にもフィンランドをはじめとする枢軸国、タイなどの日本の同盟国、クロアチア独立国やスペインなどの枢軸国の友好国、ドイツの占領下にあったデンマークなど、合計20か国が満洲国を承認した（1939年当時の世界の独立国は60か国ほどであった）。
- 日本 - 1932年（大同元年）9月15日、日満議定書によって承認
- ドイツ国 - 1938年（康徳5年）5月12日、満独修好条約締結
- イタリア王国 - 後に日満伊貿易協定を締結
- エルサルバドル- 1934年（康徳元年）3月3日、日本に続いて2番目の承認国[78]
- コスタリカ- エルサルバドルと同時に承認[79]
- 中華民国（汪兆銘政権） - 1940年（康徳7年）11月30日の日満華共同宣言によって相互承認
- タイ - 1941年8月1日付けで承認の通告を発出[80]
- ビルマ国（日本の傀儡国家）
- フィリピン
- 蒙古聯合自治政府（日本の傀儡国家）
- スペイン
- ポーランド - ポーランドについては1938年10月19日交換公文により相互に最恵国待遇を承認し、満洲国からは事実上の国家承認とみなされていた[81]
- 自由インド仮政府（日本占領下のシンガポールで樹立）
- クロアチア独立国
- ハンガリー王国
- スロバキア共和国
- ルーマニア王国 - 1940年12月3日付けで承認する旨の公文を手交[82]
- ブルガリア王国
- デンマーク（ナチスドイツの占領下）
- フィンランド

### 外交活動
満洲国は上記の国のうち、日本と南京国民政府に常駐の大使を、ドイツとイタリアとタイに常駐の公使を置いていた。1932年（昭和7年）、東京市麻布区桜田町50番地（現在の東京都港区元麻布3丁目4番33号）の後藤一蔵伯爵邸を27万円で取得し、翌1933年（昭和8年）、満洲国代表公署（後の大使館）が正式に移転した。ここは日本国と中華民国との間の平和条約の締結後に中華民国大使館となり、日中国交正常化後に中華人民共和国大使館に代わった。
1941年（康徳8年）にはハンガリーやスペインとともに防共協定に加わっている。一方、日独伊三国同盟には加盟せず、第二次世界大戦においても連合国への宣戦布告は行っていない。しかしながら日本と同盟関係を結び日本軍（関東軍）の駐留を許すほか、軍の主導権を握る位置に日本人が多数送られていた上に、軍備の多くが日本から提供もしくは貸与されているなど、軍事上は日本と一体化しており実質的には枢軸国の一部であったとも解釈できる。
また、経済部大臣の韓雲階を団長にした「満洲帝国修好経済使節団」がイタリアやバチカン、ドイツやスペインなどの友好国を訪問し、教皇ピウス12世やベニート・ムッソリーニ、アドルフ・ヒトラーらと会談している。また1943年（康徳10年）に東京で開催された大東亜会議にも張景恵国務総理大臣が参加し、タイや自由インドなど各国の指導者と会談している。

### 外交上の交渉接点があった諸国
満洲国は正式な外交関係が樹立されていない諸国とも事実上の外交上の交渉接点を複数保有していた。奉天とハルピンにはアメリカとイギリスの総領事館、ハルピンにはソ連とポーランドの総領事館など13の総領事館が設置されていた。
ソビエト連邦とは満洲国建国直後から事実上の国交があり、イタリアやドイツよりも長い付き合いが存在した。満洲国が1928年の「ソ支間ハバロフスク協定」にもとづき在満ソビエト領事館の存続を認めるとソ連は極東ソ連領の満洲国領事館の設置を認め、ソ連国内のチタとブラゴヴェシチェンスクに満洲国の領事館設置を認めた。さらに日ソ中立条約締結時には「満洲帝国ノ領土ノ保全及不可侵」を尊重する声明を発するなど一定の言辞を与えていたほか、北満鉄道讓渡協定により北満鉄道（東清鉄道から改称）を満洲国政府に譲渡するなど、満洲国との事実上の外交交渉を行っていた。
また、満洲国を正式承認しなかったドミニカ共和国やエストニア、リトアニアなども満洲国と国書の交換を行っていた。このほか、バチカン（ローマ教皇庁）は、教皇使節（Apostolic delegate）を満洲国に派遣していた。

## 軍事

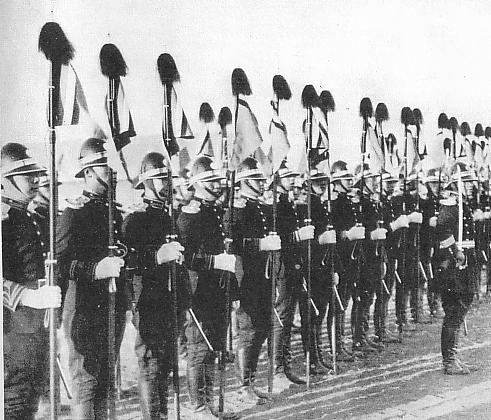
禁衛隊

満洲国の国軍は、1932年（大同元年）4月15日公布の陸海軍条例（大同元年4月15日軍令第1号）をもって成立した。日満議定書によって日本軍（関東軍）の駐留を認めていた満洲国自体の性質上もあり、「関東軍との連携」を前提とし、「国内の治安維持」「国境周辺・河川の警備」を主任務とした、軍隊というより関東軍の後方支援部隊、準軍事組織や国境警備隊としての性格が強かった。
後年、太平洋戦争の激化を受けた関東軍の弱体化・対ソ開戦の可能性から実質的な国軍化が進められたが、ソ連対日参戦の際は所轄上部機関より離反してソ連側へ投降・転向する部隊が続出し、関東軍の防衛戦略を破綻させた。

## 経済

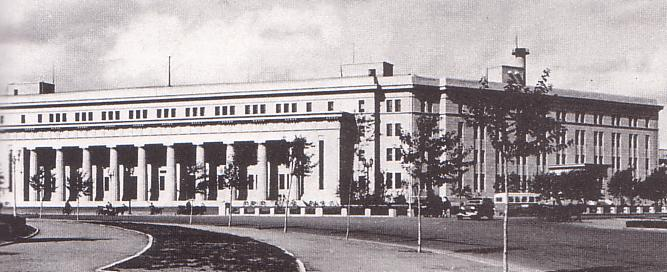
満洲中央銀行

政府主導・日本資本導入による重工業化、近代的な経済システム導入、大量の開拓民による農業開発などの経済政策は成功を収め、急速な発展を遂げるが、日中戦争（日華事変）による経済的負担、そしてその影響によるインフレーションは、満洲国体制に対する満洲国民の不満の要因ともなった。政府の指導による計画経済が基本政策で、企業間競争を排するため、一業界につき一社を原則とした。
三井財閥や三菱財閥の財閥系企業をはじめとする多くの日本企業が進出したほか、国交樹立していたドイツやイタリアの企業であるテレフンケンやボッシュおよびフィアットも進出していた。なお、日産コンツェルンは1937年（康徳4年）に持株会社の日本産業を満洲に移転し、満洲重工業開発（満業）を設立している。さらに国交のないアメリカの大企業であるフォード・モーターやゼネラルモーターズおよびクライスラーやゼネラル・エレクトリック等、イギリスの香港上海銀行なども進出し、1941年7月に日英米関係が悪化するまで企業活動を続けた。

### エネルギー
三菱とアメリカ合衆国のアソシエイテッド石油（Associated Oil）は1931年に合弁で三菱石油を設立し、三菱石油は1934年（昭和9年）2月、資本金500万円で大連に満洲石油を設立し、翌年1月に大連製油所が建設。1936年には、満州石油と渤海石油（Pohai Petroleum Company）が共同で天津の大華火油（Ta Hua Petrorium、1932年設立）を買収するなど事業を拡大し、1938年には子会社として蒙彊石油（もうきょうせきゆ）も設立した。
また日本帝国は、北樺太での石油試掘と同様に、ジャライノールや阜新で油脈の試掘を行っていたが、そのことは当時は軍事機密であった。滅亡後の1950年代に大慶油田が見つかるが、当時発見には至らなかった。

### 通貨
法定通貨は満洲中央銀行が発行した満洲国圓（圓、yuan）で、1圓＝10角=100分＝1000厘だった。当時の中華民国や現在の中華人民共和国の通貨単位も圓（元、yuan）で同じだが、中華民国の通貨が「法幣」と呼ばれたのに対し、同じく法幣の意味をもつ満洲国の通貨は「国幣」と表記して区別した。中華民国の銀圓・法幣（及び現在の人民元、台湾元、香港元）と同様、漢字で「元」と表記したが、満洲国内の貨幣法では、日本国と同様に「圓」（円）の表記が採用された。
貨幣法（教令第25号）の公布は、満洲国が成立した同年（1932年）6月11日である。
金解禁が世界的な流れとなる中で日本では金解禁が行われていたが、通貨は中華民国と同じく銀本位制でスタートし、現大洋（袁世凱弗、孫文弗と呼ばれた銀元通貨）と等価とされたが、1935年11月に日本円を基準とする管理通貨制度に移行した。このほか主要都市の満鉄付属地を中心に、関東州の法定通貨だった朝鮮銀行発行の朝鮮券も使用されていたが、1935年（昭和10年）11月4日に日本政府が「満洲国の国幣価値安定及幣制統一に関する件」を閣議決定したことにより、満洲国内で流通していた日本側の銀行券は回収され、国幣に統一された。
満洲国崩壊後もソ連軍の占領下や国民政府の統治下で国幣は引き続き使用されたが、1947年に中華民国中央銀行が発行した東北九省流通券（東北流通券）に交換され、流通停止となった。
満洲国建国以前の貨幣制度は、きわめて混乱していた。すなわち銅本位の鋳貨（制銭、銅元）および紙幣（官帖、銅元票）、銀本位の鋳貨（大洋銭、小洋銭、銀錠）および紙幣（大洋票、小洋票、過爐銀、私帖）があり、うち不換紙幣が少なくなかった。ほかに外国貨幣である円銀、墨銀、日本補助貨、日本銀行券、金票（朝鮮銀行券）、鈔票（横浜正金銀行発行の円銀を基礎とした兌換券）などが流通し、購買力は一定せず、流通範囲は一様でなかった。満洲国建国直後に満洲中央銀行が設立されるとともに旧紙幣の回収整理が開始され、1935年（康徳2年）8月末までにほとんどすべてが回収された。
こうして貨幣は国幣に統一され、鈔票の流通は関東州のみとなり、その額は小さく、金票は1935年（康徳2年）11月4日の満洲国幣対金円等値維持に関する日満両国政府による声明以来、金票から国幣に換えられることが増えて、満鉄、関東州内郵便局および満洲国関係の諸会社の国幣払実施とあいまって国幣の使用範囲は広がった。国幣は円単位で、純銀 23.91g の内容を有すると定められたが、本位貨幣が造られないためにいわば銀塊本位で、兌換の規定が無いために変則の制度であった。
貨幣は百圓、十圓、五圓、一圓、五角の紙幣、一角、五分、一分、五厘の鋳貨（硬貨）が発行され、紙幣は無制限法貨として通用された。紙幣は満洲中央銀行が発行し、正貨準備として発行額に対して3割以上の金銀塊、確実な外国通貨、外国銀行に対する金銀預金を、保証準備として公債証書、政府の発行または保証した手形、その他確実な証券または商業手形を保有すべきことが命じられた。後に鋳貨の代用として一角、五分の小額紙幣が発行された。
やがて軍の軍費要求はもとより私用同然の物資調達を安易にこれに頼ろうとする日本人官吏層の堕落等から、満洲中央銀行は実体としての正貨準備と関係なく様々な便法を駆使して紙幣を濫発、インフレを急速化させ、住民を困窮させていくことになる。もともと経済力では中国が日本より上回っていると見られていたこと、中国には英国からの経済支援があったこともあるが、日中戦争中に同様な現象が中国本土においても惹き起こされ、これは日本軍が勝っても日本側の法幣や軍票の値打ちは上がらないといわれる事態の一因となっている。

### 郵政事業

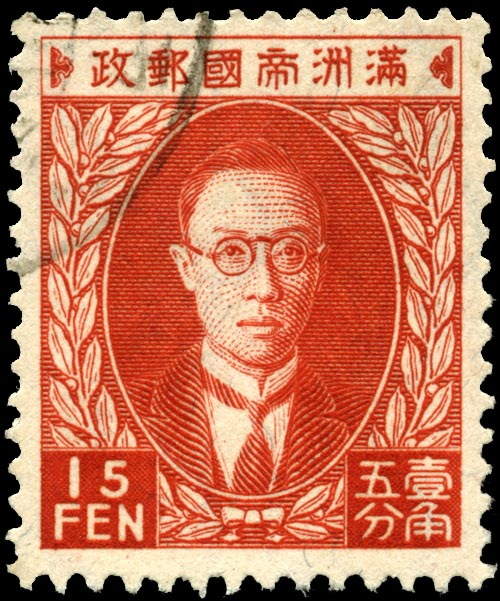
皇帝溥儀を描く15分普通切手（1934年11月発行）

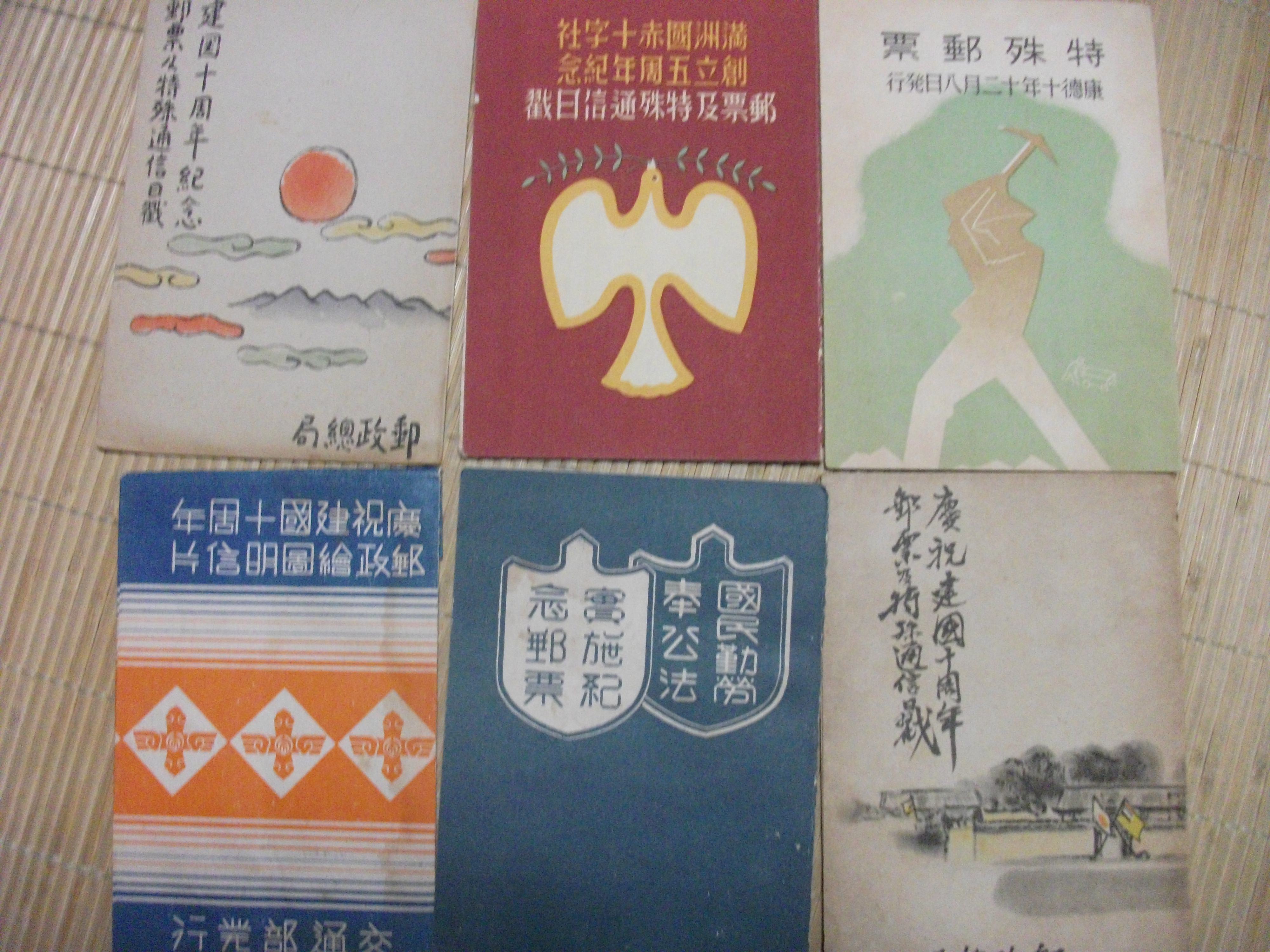
各種紀念切手と葉書

中華郵政が行っていた郵便事業を1932年7月26日に接収し、同日「満洲国郵政」（帝政移行後は「満洲帝国郵政」）による郵政事業が開始された。中華郵政は満洲国が発行した切手を無効としたため、1935年から1937年までの期間、中国本土との郵便物に添付するために国名表記を取り除き「郵政」表記のみとした「満華通郵切手」が発行されていた。
同郵政が満洲国崩壊までに発行した切手の種類は159を数え、記念切手も多く発行した。日本との政治的つながりを宣伝する切手も多く、1935年の「皇帝訪日紀念」や1942年の「満洲国建国十周年紀念」・「新嘉坡（シンガポール）陥落紀念」・「大東亜戦争一周年紀念」などの記念切手は日本と同じテーマで切手を発行していた。
1944年の「日満共同体宣伝」のように、中国語の他に日本語も表記した切手もあった。郵便貯金事業も行っており、1941年には「貯金切手」も発行している。
満洲国で最後の発行となった郵便切手は、1945年5月2日に発行された満洲国皇帝の訓民詔書10周年を記念する切手である。予定ではその後、戦闘機3機を購入するための寄附金付切手が発行を計画されていたが、満洲国崩壊のために発行中止となり大半が廃棄処分になった。だが第二次世界大戦後、満洲に進駐したソ連軍により一部が流出し、市場で流通している。

### アヘン栽培
日本は内地及び朝鮮を除いてアヘン（阿片）専売制と漸禁政策を採用しており、満洲地域でもアヘン栽培は実施されていた。名目上はモルヒネ原料としての薬事処方方原料の栽培だが、これらアヘン栽培が馬賊の資金源や関東軍の工作資金に流用され、上海などで売りさばかれた。
1932年（大同元年）に阿片法（大同元年11月30日教令第111號）が制定され、アヘンの吸食が禁止された。ただし未成年者以外のアヘン中毒者で治療上必要がある場合は、管轄警察署長の発給した証明書を携帯した上で政府の許可を受けた阿片小売人から購入することができた。

## 交通・通信

### 鉄道

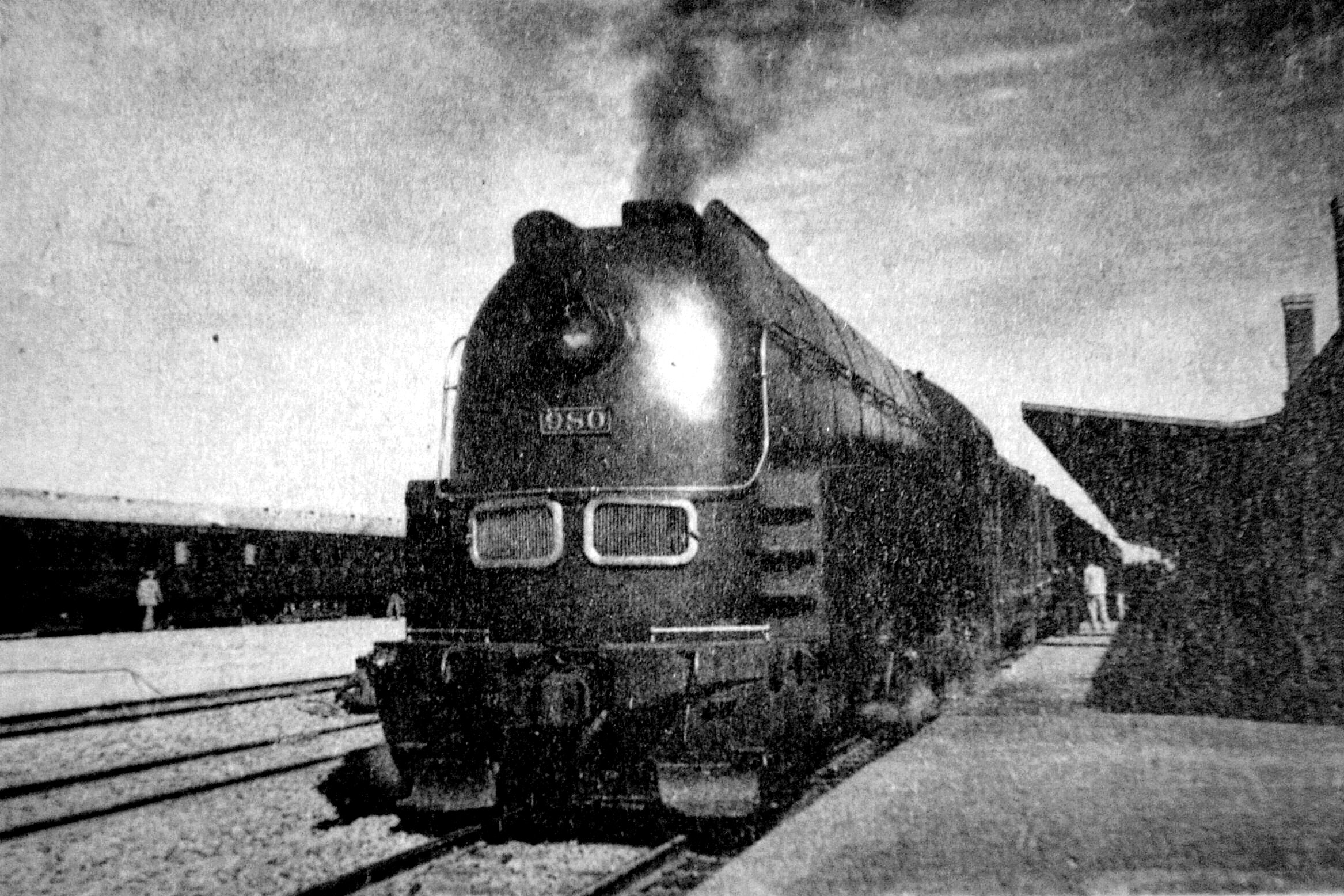
満鉄のシンボル、特急「あじあ」

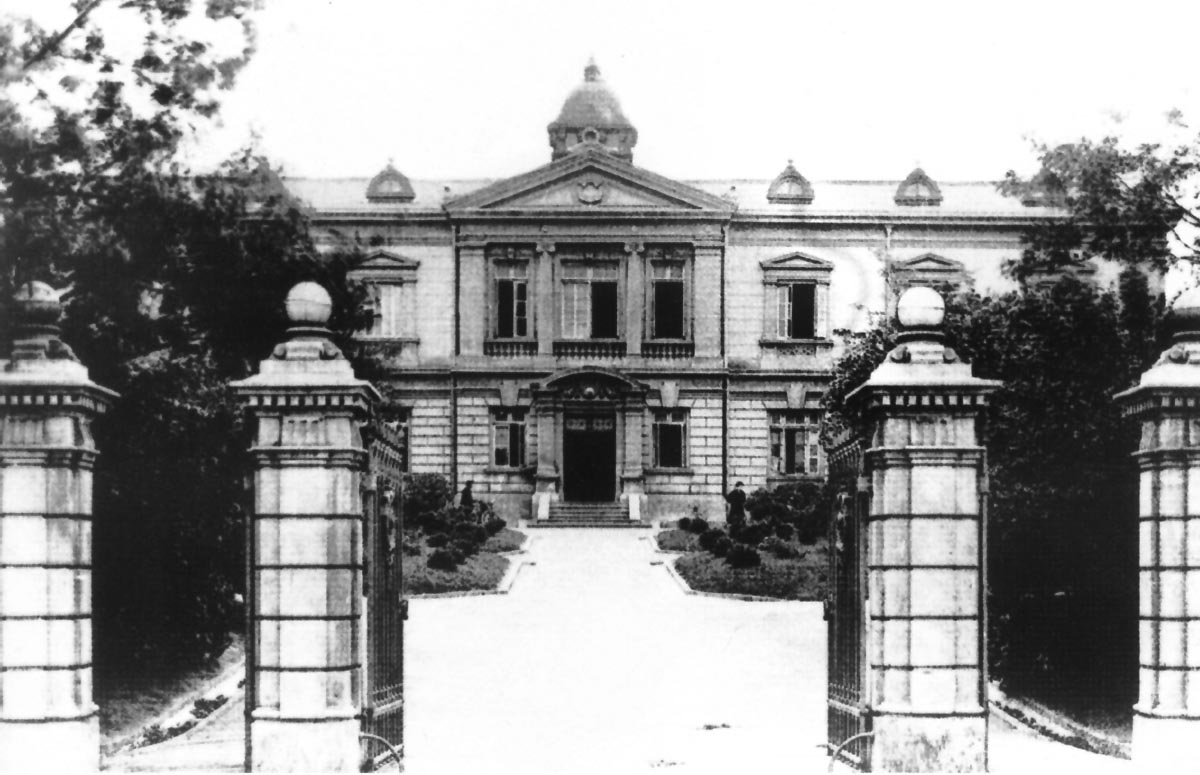
大連満鉄総部

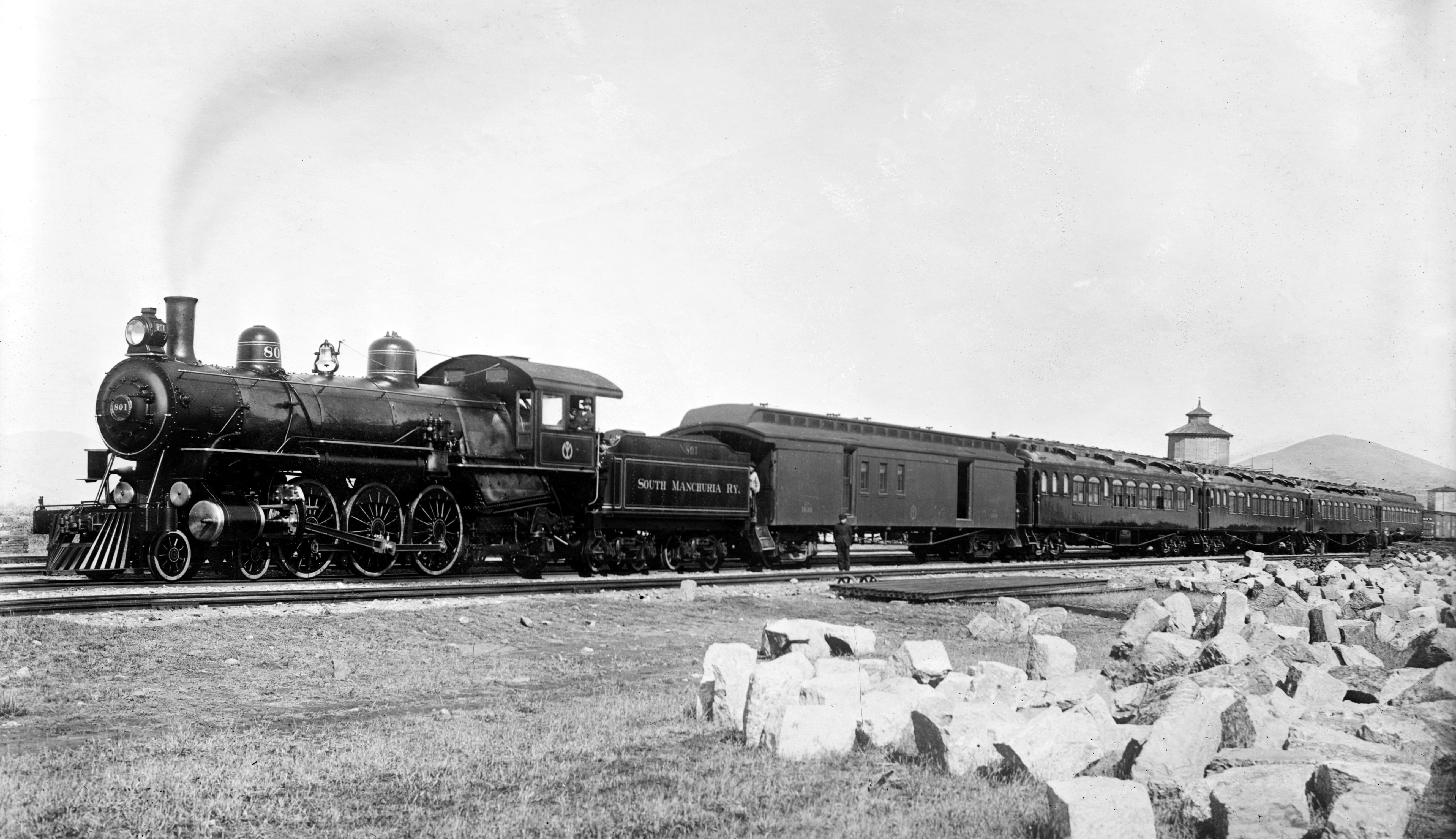
満鉄の列車

日本の半官半民の国策会社・南満洲鉄道（満鉄）は、ロシアが敷設した東清鉄道南満洲支線を日露戦争において日本が獲得して設立されたが、満洲国の成立後は特に満洲国の経済発展に大きな役割を果たした。同社は満洲国内における鉄道経営を中心に、フラッグ・キャリアの満洲航空、炭鉱開発、製鉄業、港湾、農林、牧畜に加えてホテル、図書館、学校などのインフラストラクチャー整備も行った。
新京〜大連・旅順間を本線として各地に支線を延ばしていた。「超特急」とも呼ばれた流線形のパシナ形蒸気機関車と専用の豪華客車で構成される特急列車「あじあ」の運行など、主に日本から導入された南満洲鉄道の車両の技術は世界的に見ても高いレベルにあった。
一方、満洲国成立前から満鉄に対抗して中国資本の鉄道会社が満鉄と競合する鉄道路線の建設を進めていた。これらの鉄道会社は、満洲国成立後に公布された「鉄道法」に基づいて国有化され、満洲国有鉄道となった。しかし満洲国鉄による独自の鉄道運営は行われず、即日満鉄に運営が委託されて、実際には満洲国内のほぼすべての鉄道の運営を満鉄が担うことになった。新規に建設された鉄道路線、1935年にソビエト連邦との交渉の末に満洲国に売却された北満鉄路（東清鉄道）など私鉄の接収・買収路線も全て満洲国鉄に編入され、満鉄が委託経営を行っていた。特に新規路線は建設から満鉄に委託と、「国鉄」とは名ばかりで全てが満鉄にまかせきりの状況であった。この他にも満鉄は朝鮮半島の朝鮮総督府鉄道のうち、国境に近い路線の経営を委託されている。車両などは共通のものが広く使われていたが、運賃の計算などでは満鉄の路線（社線）と満洲国鉄の路線（国線）に区別が設けられていた。しかしこれも後に旅客規程上は区別がなくなり、事実上一体化した。
満鉄は単なる鉄道会社としての存在にとどまらず、沿線各駅一帯に広大な南満洲鉄道附属地（満鉄附属地）を抱えていた。満鉄附属地では満洲国の司法権や警察権、徴税権、行政権は及ばず、満鉄がこれらの行政を行っていた。首都新京特別市（現在の長春市）や奉天市（現在の瀋陽市）など主要都市の新市街地も大半が満鉄附属地だった。都市在住の日本人の多くは満鉄附属地に住み、日本企業も満鉄附属地を拠点として治外法権の特権を享受し続け、満洲国の自立を阻害する結果となったため、1937年に満鉄附属地の行政権は満洲国へ返還された。
満鉄・国鉄の他にも、領内には小さな私鉄がいくつも存在した。これらの中には国有化され、改修されて満洲国鉄の路線となったものや、満洲国鉄が並行する路線を敷設したために補償買収されてから廃止になったものもある。以下に満洲国が存在した時期に一貫して私鉄であったものを挙げる（※印は補償買収後に廃止になった路線）。
- 斉昂軽便鉄路※
- 渓堿鉄路※
- 天図軽便鉄路※
- 開豊鉄道
- 鶴岡鉄道（鶴立鉄路）※
- 東満洲鉄道
- 天理鉄道（天理村鉄道）
- 錦西鉄道
- 吉林鉄道
- 楡樹鉄道

1940年前後から、満鉄が請負の形で積極的にこれら私鉄の建設に携わるようになり、戦争末期の頃には相当数の路線が満鉄の手によって建設されるようになっていた。ただしその多くが竣工する前、竣工しても試運転をしただけの状態で満洲国崩壊に遭って建設中止となり、未成線になっている。
この他、首都・新京を始めとして奉天・哈爾濱など主要都市の市内には路面電車が敷設されていた。新京及び奉天では地下鉄建設計画もあったが、実現しなかった。

### 航空

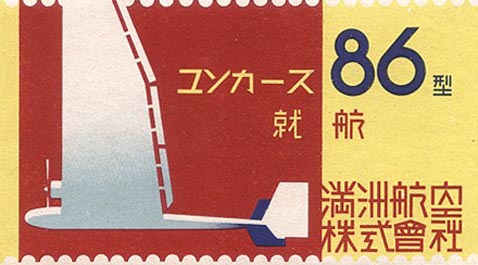
満洲航空の新型機（ユンカース86）の就航を祝う荷札

1931年に南満洲鉄道の系列会社として設立されたフラッグ・キャリアの満洲航空が、新京飛行場を拠点に満洲国内と日本（朝鮮半島を含む）を結ぶ定期路線を運航していた。
中島AT-2やユンカースJu 86、ロッキード L-14 スーパーエレクトラなどの外国製旅客機の他にも、自社製の満洲航空MT-1や、ライセンス生産したフォッカー スーパーユニバーサルなどで満洲国内の主都市を結んだ他、新京とベルリンを結ぶ超長距離路線を運航することを目的とした系列会社である国際航空を設立した。
満洲航空は単なる営利目的の民間航空会社ではなく、民間旅客、貨物定期輸送と軍事定期輸送、郵便輸送、チャーター便の運行や測量調査、航空機整備から航空機製造まで広範囲な業務を行った。

### 通信・放送

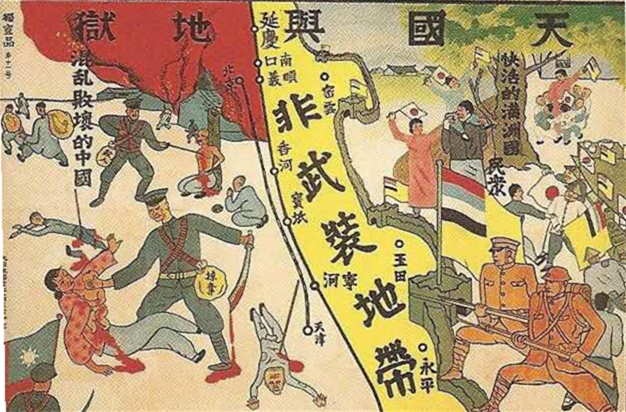
「非武装地帯」「天国と地獄」当時プロパガンダ目的で制作されたもの

電話・ファックスなどの通信業務やラジオ放送業務も、1933年に設立された満洲電信電話（MTT）に統合された。放送局はハルビン、新京、瀋陽などに置かれており、ロシア人を中心に作られたハルビン交響楽団、後に日本人を中心に作られた新京交響楽団による音楽演奏も毎週これら放送局だけでなく、日本租借地にある大連放送局へも中継された。聴取者から聴取料を徴収していたが、内地に先駆けて広告も扱っており、また海外へ外国語による放送も行われていた。

## 言語
「満語」と称された標準中国語と日本語が事実上の公用語として使用された。軍、官公庁においては日本語が第一公用語であり、ほとんどの教育機関で日本語が教授言語とされた。モンゴル語、ロシア語などを母語とする住民も存在した。また、簡易的な日本語として協和語もあった。1938年1月以降、中国語（満語）、日本語、モンゴル語（蒙古語）が「国語」と定められ授業で教えられた。
大本の教祖である出口王仁三郎は布教活動の一環としてエスペラントの普及活動も行っており、満洲国の建国に際し、信奉者である石原莞爾の協力を得てエスペラントを普及させる計画があったが実現しなかった。

## 教育

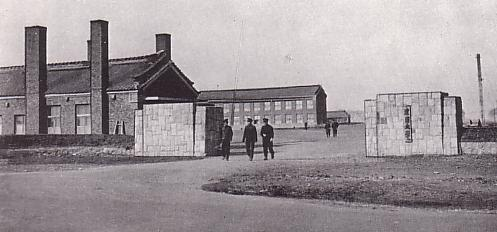
建国大学

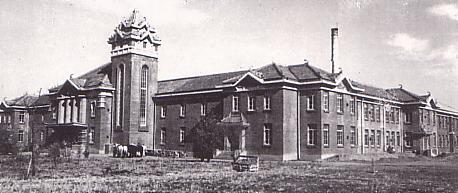
大同学院

満洲国の教育の根本は、儒教であった。教育行政は、中央教育行政機関は文教部であり、文教部大臣は教育、宗教、礼俗および国民思想に関する事項を掌理した。大臣の下には次長が置かれ、さらに部内は総務、学務および礼教の3司に分けられ、それぞれ司長が置かれた。総務司は秘書、文書、庶務および調査の4科に、学務司は総務、普通教育および専門教育の3科に、礼教司は社会教育および宗教の2科に分けられ、それぞれ教育行政を掌した。視学機関は、督学官が置かれた。地方教育行政は、各省では省公署教育庁が、特別市では市政公署教育科が、各県では県公署教育局が、それぞれ管内の教育行政を司った。
最高学府として建国大学の他、国立大学の大同学院、ハルピン学院などが設置された。
小学校は、修業年限は6年で、初級小学校4年+高級小学校2年とするのが本体であったが、初級小学校のみを設けることも認められた。教育科目は、初級小学校は修身、国語、算術、手工、図画、体操および唱歌であり、高等小学校は、初級小学校のそれのほかに歴史、地理および自然の3科目が加えられ、その地方の特状によっては日本語をも加えられた。後に、初級小学校は国民学校、高級小学校は国民優級学校にそれぞれ改称された。教科書は、建国以前に用いられていた三民主義教科書に代わってあらたに国定教科書が編纂された。僻地では、寺子屋ふうの「書房」がなおも初等教育機関として残されていた。
また、中国人の子弟を対象とした「公学堂」という小学校が、旅順、大連など満州各地に設置された。公学堂は日本の植民地学校の中で中国人を外国人として扱った唯一の学校であり、関東州では1903年から、満州附属地では満鉄が1909年から直接運営したため、それぞれ独自の教則を持っていた。満鉄における1923年以降の教育課程は、初等科4年、高等科2年で、満6歳以上の中国人に入学資格があり、科目は日本語が中心だった。実際には公学堂で学ぶ日本人生徒も、小学校で学ぶ中国人生徒もあり、運動会などのスポーツ大会では合同で競った。教員は内地の師範学校卒業生で小学校訓導経験者が派遣されたほか、現地採用の中国人助教諭がいた。教員には佐藤慎一郎、菊池秋雄、渡部精元など、生徒には爵青、疑遅などがいる。
中学校は、初級および高級の2段階で、修業年限はそれぞれ3年で、併置されるのが原則で、初級中等には小学校修了者を入学させた。教科目は初級は国文、外国語、歴史、地理、自然科、生理衛生、図画、音楽、体育、工芸（農業、工業、家事の1科）および職業科目で、一定範囲の選択科目制度が認められ、高級は普通科、師範科、農科、工科、商科、家事科その他に分かれ、その教育は職業化されていた。
師範教育は、小学校教員は、省立師範学校および高級中学師範科で、養成された。省立師範学校は修業年限3年、初級中学校卒業者を入学させた。普通科目のほかに教育、心理その他を課し、最上級の生徒は付属小学校その他の小学校で教生として教育実習を行った。ほか実業教育機関として職業学校があった。
ただし、日本人のほとんどは、満鉄が管轄する付属地の日本人学校に通っていた。1937年の治外法権撤廃により付属地が消滅した後も、教育、神社、兵事に関する事項は日本の管轄に残され、日本人が通う学校は駐満全権大使が管轄し、日本国内に準じて運営された。この方針は日本人開拓団の学校にも適用され、日本人学校は満洲国の教育制度の外に置かれていた。

## 文化

### 映画

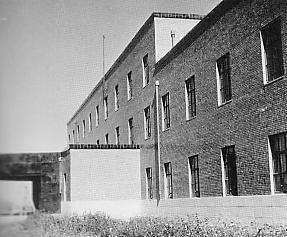
満洲映画協会のスタジオ

1928年に南満洲鉄道が広報部広報係映画班、通称「満鉄映画部」を設け、広報（プロパガンダ）用記録映画を製作していた。その後1937年に設立された国策映画会社である「満洲映画協会」が映画の制作や配給、映写業務もおこない各地で映画館の設立、巡回映写なども行った。

### 漫画
田河水泡の当時の人気漫画「のらくろ」の単行本のうち、1937年（昭和12年）12月15日発行の「のらくろ探検隊」では、猛犬聯隊を除隊したのらくろが山羊と豚を共だって石炭の鉱山を発見するという筋で、興亜のため、大陸建設の夢のため、無限に埋もれる大陸の宝を、滅私興亜の精神で行うという話が展開された。
序の中で、「おたがひに自分の長所をもって、他の民族を助け合って行く、民族協和という仲のよいやり方で、東洋は東洋人のためにという考え方がみんな（のらくろが旅の途中で出会って仲間になった朝鮮生まれの犬、シナ生まれの豚、満洲生まれの羊、蒙古生まれの山羊等の登場人物達）の心の中にゑがかれました。」とあり、当時の軍部が国民に説明していたところの「興亜」と「民族協和の精神」を知ることができる。

### 雑誌
新京の藝文社が1942年1月から、満洲国で初で唯一の日本語総合文化雑誌「藝文」を発行した。1943年11月、「満洲公論」に改題。

### 服装
多民族国家・満洲国では、各民族の衣装が混在していた。初代国務院総理の鄭孝胥は、溥儀の皇帝即位式典はじめ、公私ともに生涯中国服を通したといわれる。
一方、後任の張景恵は、「協和（会）服」と呼ばれる満洲国協和会の公式服を着用することが多かった。国民服に似たデザインと色だが、国民服より先に考案された。階層によって材質・デザインに違いがあったとされるが、上は国務総理大臣から下は一般学生まで、民族を問わず広く着用され、石原莞爾や甘粕正彦のような日本人の軍人・官僚・有力者も着用した。協和服には、飾緒のような金モールと、満洲国国旗と同じ色をした五色の房からなる儀礼章が付属した。ループタイのように首からかけて玉留めで締め、左胸に房をかける形で佩用する。慶事には房の赤と白、弔事には黒と白の部分を強調することで対応した。
なお、宮廷行事等では、日本の大礼服と酷似したものが用いられた。

### スポーツ
1927年には同志社大学ラグビー部が遠征に来て8試合行った。1928年1月に満州代表による日本遠征が行われ明治大学などと対戦し、同年には満州ラグビー協会が誕生し、日本の西部ラグビー協会（西日本担当、現在の関西ラグビーフットボール協会と九州ラグビーフットボール協会）の支部となった。
1932年に満洲国体育協会が設立された。満洲国の国技はサッカーであり、満洲国蹴球協会やサッカー満洲国代表チームも結成されている。野球でも、日本の都市対抗野球大会に参加したチームがあり、日本プロ野球初の海外公式戦として、1940年に夏季リーグ戦を丸々使って満洲リーグ戦が行われている。
建国当初の満洲国ではオリンピックへの参加も計画されており、1932年5月21日に満洲国体育協会はロサンゼルスオリンピック（1932年7月開催）への選手派遣を同オリンピックの組織委員会に対して正式に申し込んでいるが、結局参加は出来なかった。ちなみに、派遣する選手としては陸上競技短距離走の劉長春や、中距離走の于希渭（謂）などが挙げられていた（ただし劉は満洲国代表としての出場を拒否し、中華民国代表として出場している）。
1936年に開催されたベルリンオリンピックへの参加も見送られたが、1940年に開催される予定であった東京オリンピックには選手団を送る予定であった。しかし、日中戦争の激化などを受けて同大会の開催が返上されたため、オリンピックに参加することはできなかった。なおその後、実質的な代替大会である東亜競技大会が開催されている。

### 音楽
満洲国へは多くの日本人音楽家が渡り、西洋音楽の啓蒙活動を行った。満洲国建国以前よりこの地には白系ロシア人を中心としたハルビン交響楽団が存在したが、これに加えて日本人を中心に新京交響楽団が結成され、両者は関東軍の後援を受けてコンサートや放送のための演奏を行った。1939年には「新満洲音楽の確立及び近代音楽の普及」を目的として新京音楽院が設立された。
園山民平は音楽教育や満洲民謡の収集・研究に尽力した他、満洲国国歌を作曲した。その他、指揮者の朝比奈隆、作曲家の太田忠、大木正夫、深井史郎、伊福部昭、紙恭輔などの音楽家が日本から短期間招かれ、例えば太田は「牡丹江組曲」、大木は交響詩「蒙古」、深井は交響組曲「大陸の歌」、伊福部は音詩「寒帯林」、紙は交響詩「ホロンバイル」を作曲した。
崔承喜は1940年代当時、世界的に有名な舞踏家であるが、当時の満洲、および中国各地を巡業していた。

### 国花
満洲国の国花は「蘭」とされることが多いが、「蘭」は「皇室の花（ローヤル・フラワー）」であり、日本における菊に相当するものであった。いわゆる「国花（ナショナル・フラワー）」は高粱であり、1933（大同2）年4月に決定されたとの記録がある。

## 現在
満洲国の消滅後は、満洲族も数ある周辺少数民族の一つと位置付けられ、「満洲」という言葉自体が中華民国、中華人民共和国両国内で排除されている（「満洲族」を「満族」と呼び、清朝の「満洲八旗」は「満清八旗」と呼びかえるなど）。例外的に地名として満洲里がその名をとどめている程度である。また、「中国共産党満洲省委員会」のように歴史的な事柄を記述する場合、満洲という言葉は変更されずに残されている。今日、満洲国の残像は歴史資料や文学、一部の残存建築物などの中にのみ存在する。

## 満洲国を扱った作品
「Category:満洲国を舞台とした作品」を参照。

## 満洲国生まれの人物
満洲国で出生した日本における人物についてはCategory:満洲国出身の人物を参照。

## 満洲国に存在した日本の株式会社
- 南満洲鉄道株式会社
- 満洲重工業株式会社
- 満洲軽金属製造株式会社
- 満洲航空株式会社
- 満洲海運株式会社
- 株式会社満洲映画協会
- 満殖公社
- 満洲電信電話株式会社
- 株式会社昭和製鋼所（後の満洲製鉄株式会社）
- 日満商事株式会社
- 株式会社辰村組

## 傀儡国家・理想国家・第3の歴史認識
中華人民共和国の歴史書や事典などでは、日本が東三省を武力侵略した後に建国した傀儡政権、傀儡国家とされ、その傀儡性や反人民性を示すために「偽満洲国」あるいは「偽満」と称しており、中華民国（国民党・台湾政府）で出版されたものでも同じである。日本では異なる主張も存在し、おおむね満洲国の政治実態に重点をおく「傀儡国家」論と、満洲国の政治実体の実情はいったん脇におき政治言説の分析に力点をおく「理想国家」論の二つに分類できるが、また、満洲国が傀儡国家か理想国家かという二者択一の問題を重要視しない第3の歴史認識ともいうべき新たな視点が日中両国の歴史マニアの間で浮上してきたとも言われている。なお、皇帝以下満州国政府関係者は日本降伏後わずか2日で皇帝退位と帝国廃止を決めており、国家体制を支えていた実体勢力が唯一日本軍のみであったことは論を待たない。
日本国内においては、満洲国を、日本や関東軍の傀儡国家とみなす立場に関して、研究者として山室信一、加藤陽子、並木頼寿らが挙げられる。辞書や歴史辞典の類においてみれば、日本または関東軍の傀儡国家と規定するものが多い。
大日本帝国の立場において、以下のような論述がある。
農業学者新渡戸稲造は在米中の1932年（昭和7年）8月20日、CBSラジオでスティムソンドクトリンに反論する形で「満洲事変と不戦条約」について言明し、「満洲事変は自己防衛の手段としてなされたものであって侵略ではなく、満洲国は一般に考えられているように日本の傀儡政権ではない」と表明している。親日運動家シドニー・ギューリックは1939年の自著『日本へ寄せる書』において、「支那における排日運動は極めて徹底したものである。一般民衆に排日思想をふき込む許りでなく子供の排日教育にも力を注ぎ、このためには歴史上の事実さへも歪め、虚偽の歴史を教えて子供の敵愾心をそそり、憎悪の念を植え付けていった」「例えば満洲は支那本土の一部であるにもかかわらず日本がそれを奪ったと教える。しかし歴史上満洲が支那の一部であった事実は未だ一度もなく、逆に支那本土が満洲の属国であった歴史上の事実がある位である。これなどは全然逆な事実を教えるものであるが、その目的は一に満洲から日本の勢力を駆逐しようとするところにあったわけである」と述べている。
オーウェン・ラティモアは、The Mongols of Manchuria（1934年）のなかで、中国は確かに西洋列強の半植民地に転落したが、同時に中国はモンゴルやチベットなどの諸民族に対し、西洋列強よりも苛烈な植民地支配を強制し、無数の漢民族をモンゴルの草原に入植させては軍閥政権を打ち立て、現地人が少しでも抵抗すれば、容赦なく虐殺しており、西洋列強と中国に比べて、新生の満洲国はモンゴル人の生来の権益を守り、民族自治が実現できている、と評価している。なお、実際には、日本軍も満洲支配にあたっては単に平頂山事件のような虐殺を行うばかりでなく、晒し首を行う等の恐怖戦術で臨んでいる。
近年の研究に基づくものでは、民族自治どころか日本内地人が圧倒的優位に立つ植民地的国家であったという評価がある。

### 人物
- 工藤忠
- 川島芳子
- 笹川良一
- 甘粕正彦
- 杉原千畝
- 樋口季一郎
- 弐キ参スケ

### 事象
- 満洲族・南満洲（内満洲）・外満洲
- 中央軍事博物館（ロシア）（英語版、ロシア語版） - モスクワにある同館に満洲国の御神体として祀られていた鏡が保存されている。ここにあるのは終戦の翌年シベリアに抑留された日本人から没収したもの。
- 九カ国条約
- ワシントン体制
- 東四盟
- 満洲関係記事の一覧
- 消滅した政権一覧
- 731部隊
- 蒙古自治邦政府
- 満洲国赤十字社
- 塘沽停戦協定
- 防共協定
- プレスコード
- 出産税
- 日本統治時代
- 萬寳山事件
- 間島省
- 間島特設隊
- 満洲独立運動（中国語版）
- 甩湾子橋 - 満洲国と日本（朝鮮）を結ぶ橋で、穏城大橋と同じく断橋。
- 穏城大橋 - 満洲国と日本（朝鮮）を結ぶ橋で、ソ連侵攻の際日本軍が爆破したとされる断橋。
- 満洲国政府 (政治団体)

### 関連図書
- レジナルド・ジョンストン『紫禁城の黄昏』
- 貴志俊彦・松重充浩・松村史紀編『二〇世紀満洲歴史事典』吉川弘文館、2012
- 貴志俊彦『満洲国のビジュアル・メディア－ポスター・絵はがき・切手』吉川弘文館、2010
- 山田勝芳『溥儀の忠臣・工藤忠－忘れられた日本人の満洲国』朝日新聞出版、2010
- 緒方貞子『満州事変――政策の形成過程』岩波書店〈岩波現代文庫〉、2011年8月。ISBN 978-4006002527。
- 木立順一『偉人伝：児玉源太郎（後篇）現代人が今一番目指すべき姿』メディアポート、2014